# 114-87 (серія будинків)
114-87 — серія типових проектів цегляних 5- і 9-поверхових житлових будинків і блок-секцій в Україні і Ростовській області. Великобльочні аналоги проєктів мають позначення 113-87.

## Історія
КиївЗНДІЕПом розроблено серію 87 типових проектів 5- та 9-поверхових житлових будинків та блок-секцій із стінами з місцевих матеріалів для будівництва в містах та робочих селищах Української РСР. У них передбачені квартири з підвищеним комфортом та зручним плануванням, розраховані на заселення окремими сім'ями різного чисельного та вікового складу.
Будівництво будинків серії 114-87 тривало з другої половини 60-х років до початку 1990-х років.
Причиною для створення даної серії була необхідність масового будівництва будинків з покращеними споживчими характеристиками порівняно з «хрущовками», що будувалися тоді у величезній кількості.
Планувально ці будинки та блок-секції вирішені однаково для будівництва у звичайних та складних (просідання, гірничі виробки, нерівномірно стисливі ґрунти) геологічних умовах. Проекти розроблені окремо: для будівництва у звичайних геологічних умовах; уніфікованими для будівництва в складних геологічних умовах. Будівельні вироби прийняті за загальним сортаментом уніфікованих будівельних виробів для житлових та громадських будівель.
Основний конструктивний проліт для 5-поверхових будинків — 5,4 м, 9-поверхових будинків — 6 м. Висота поверху від підлоги до підлоги — 2,8 м. Номенклатура проектів серії складається з набору одинарних та спарених блок-секцій та секційних будинків закінченої структури із різним складом квартир. Особливістю номенклатури серії є те, що основними проектами в ній є блок-секції. При проектуванні міст і селищ із блок-секцій набираються будинки різної поверховості, протяжності, конфігурації та структури. 5-поверхові будинки та блок-секції запроектовані з 2- та 3-квартирними секціями. При цьому 2-квартирні секції рекомендовані для застосування у південних районах, а 3-квартирні — у центральних та північних. 9-поверхові будинки та блок-секції для всіх районів запроектовані з 4-квартирними секціями широтної орієнтації. До складу номенклатури входять також будинки та блок-секції спеціального призначення коридорного та галерейного типів — для одиноких та малосімейних, гуртожитки, будинки та блок-секції із вбудовано-прибудованими підприємствами торгівлі та побутового обслуговування, кутові та поворотні блок-секції, точкові будинки.
Будинки 87-ї серії будувалися із цегли ручною кладкою. Спочатку використовувалася звичайна цегла. Згодом іноді економили, застосовуючи дешевшу — силікатну цеглу. Зовнішні стіни — несівні. Внутрішні стіни квартири переважно гіпсові, що полегшує перепланування. Перекриття робилися із залізобетонних панелей. Сторона будинку з вулиці чи всі сторони будинку покривалися кахельною плиткою.
У Києві у 80-х роках, для створення архітектурної виразності окремих мікрорайонів, за проєктами 9-поверхової версії будувались будинки зі зниженою поверховістю (7-8), а також було побудовано 10-поверховий будинок серії 114-87.

## Найдовший дім у світі

Вид на будинок-вулик

Саме з серії 87 збудований найдовший у світі будинок, луцький будинок-вулик, секції якого поєднуються під кутом 120 градусів і загальна довжина якого становить 3265 метрів. За словами архітектора Ростислава Метельницького, серію 114-87 обрали, оскільки будинки 438-ї серії, над якими вони працювали до того, «були настільки гидкими, що й дивитись на них не хотілось.»

## Проєкти

### 5-поверхові

#### 114-87-3
Ширина секції 5 кроків.

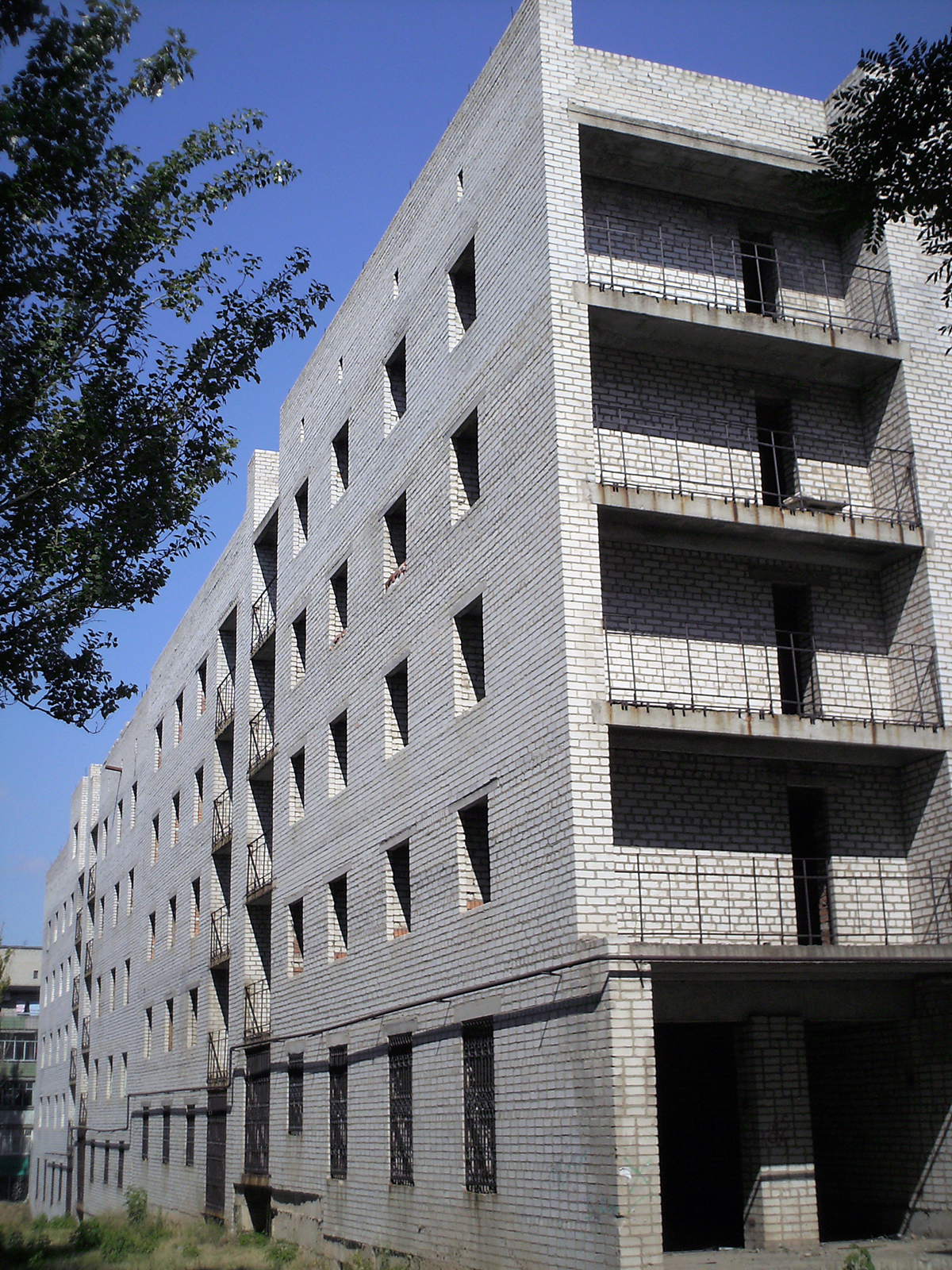
Дружківка, вул. Машинобудівників, 33, будівництво розпочато в 1989
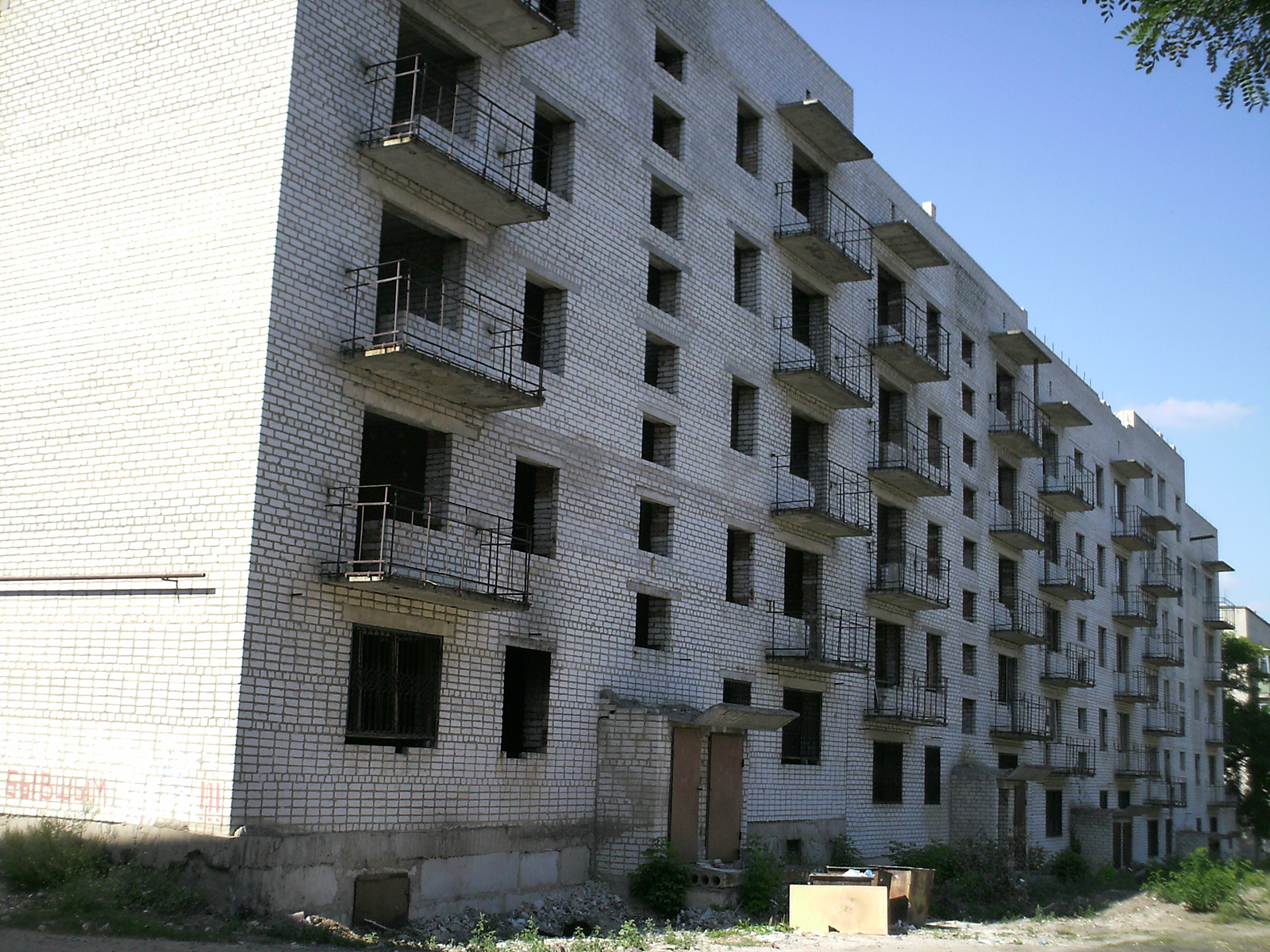
Дружківка, вул. Машинобудівників, 33

#### 87-047/1.2
Ширина секції 6 кроків.

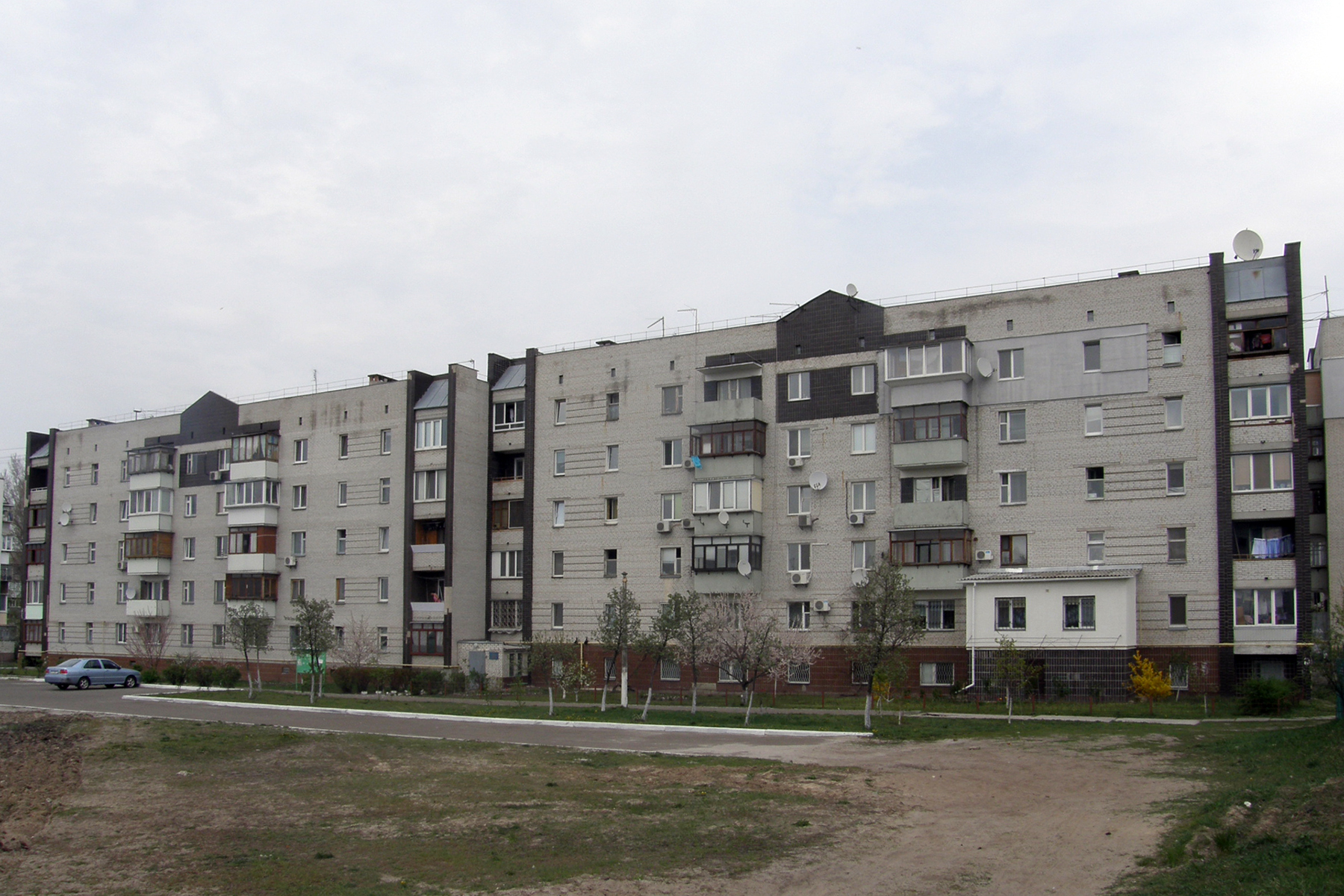
Київ, Бортничі, вул. Харченка, 47а

#### 164-87-118, 164-87-119
Гуртожиток.

### 9-поверхові

#### 114-87-2

##### Київ

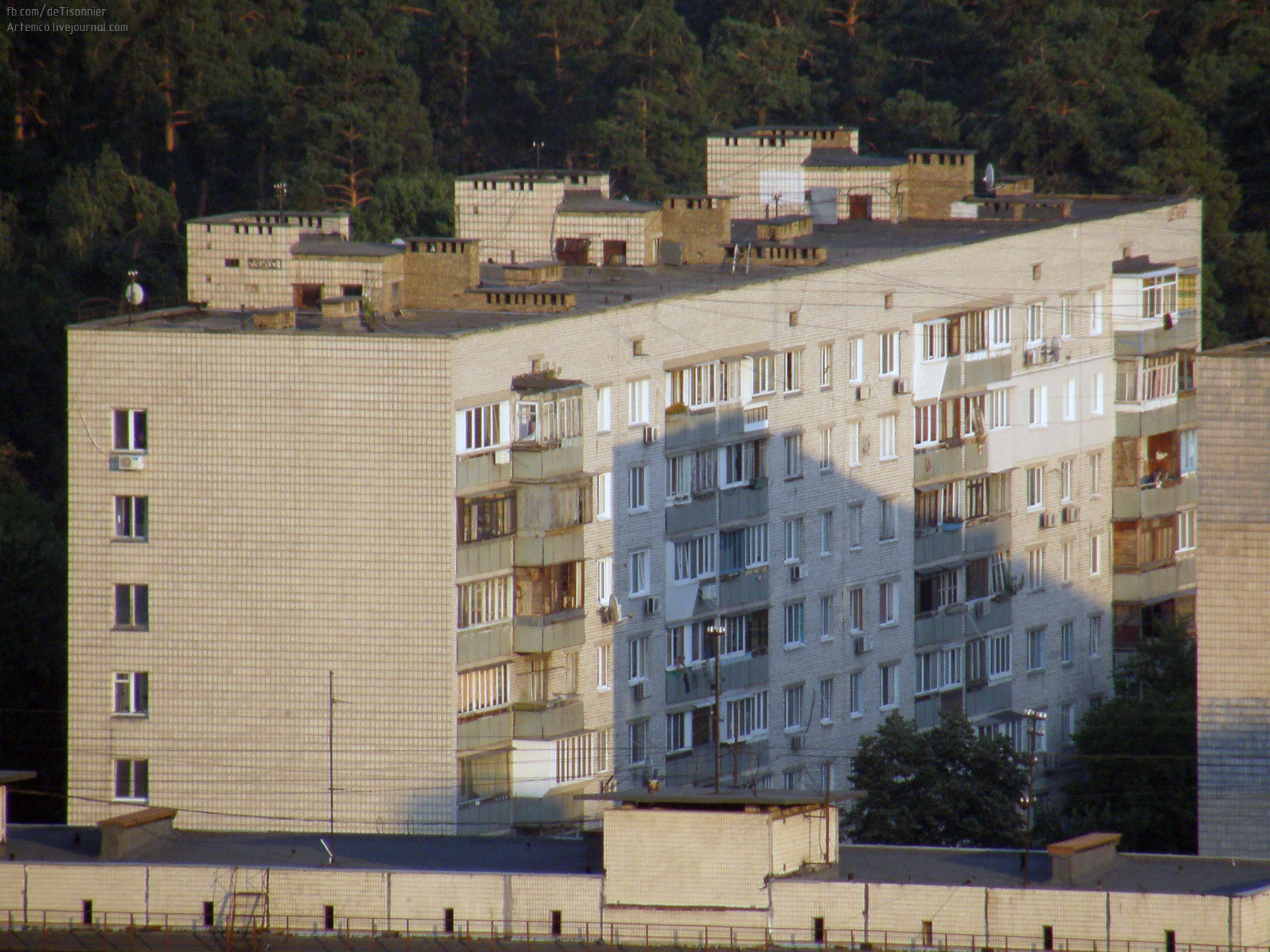
Нова Дарниця, вул. Вереснева, 26/28 – 1976 р.
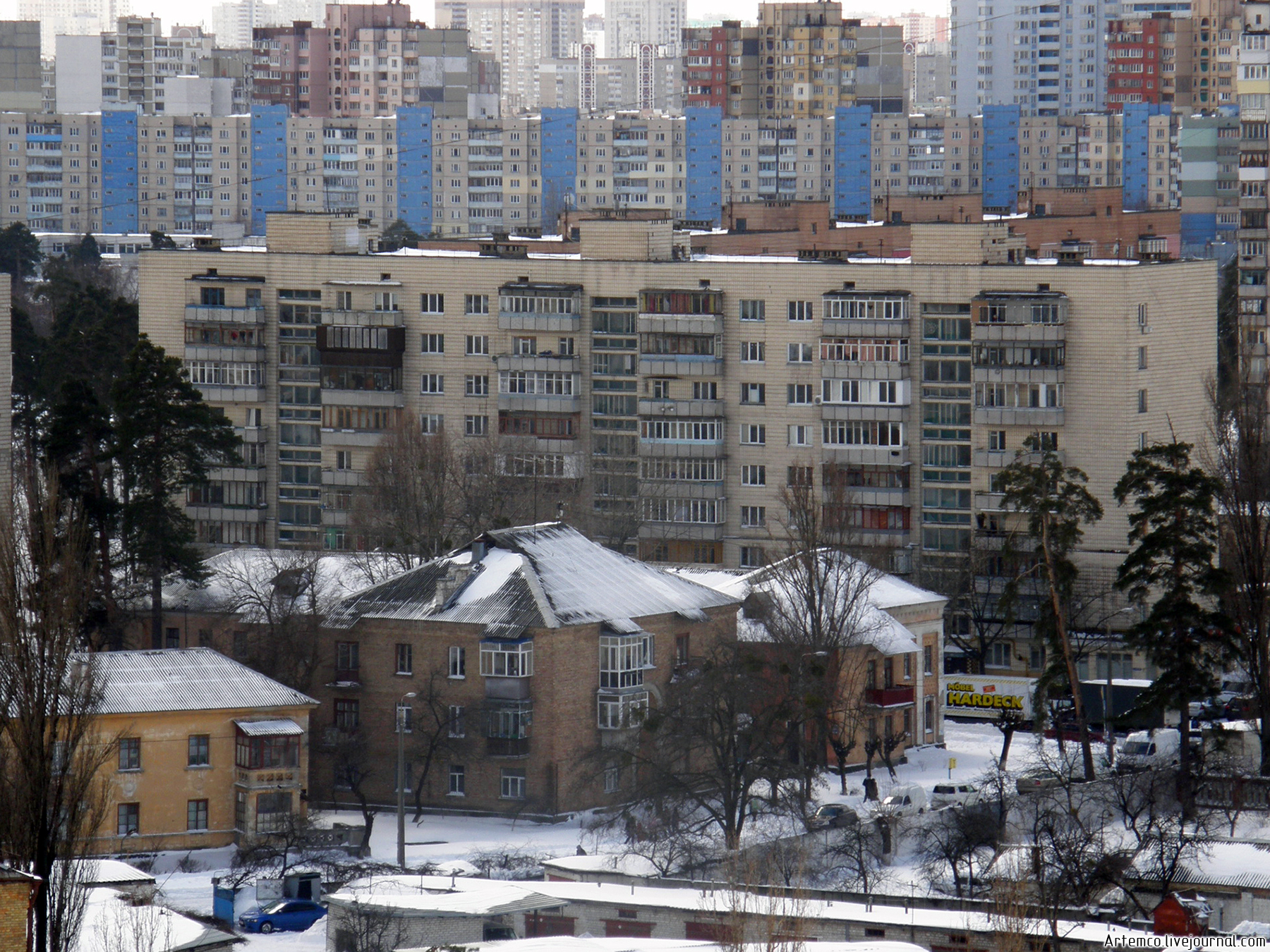
Нова Дарниця, вул. Вереснева, 26/28 – 1976 р.
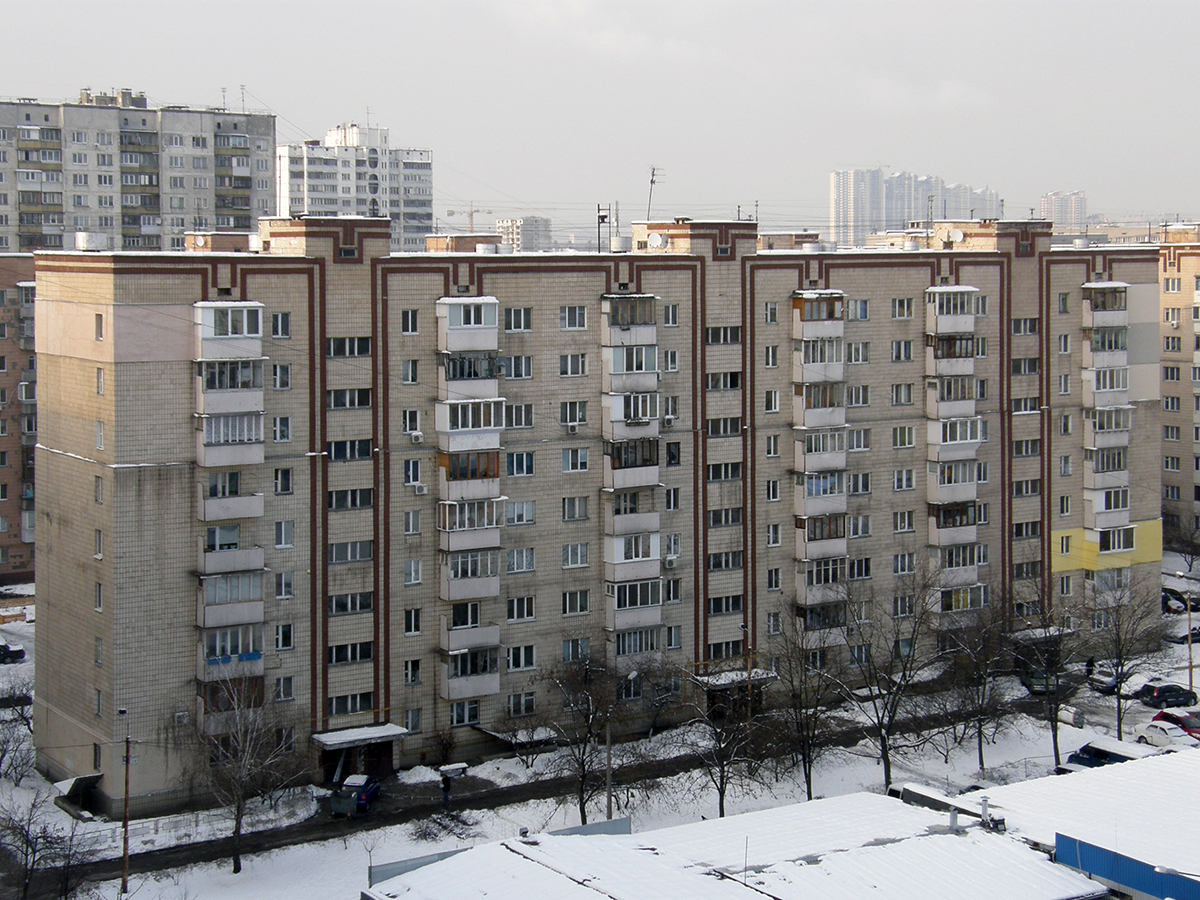
Нова Дарниця, вул. Вереснева, 24а
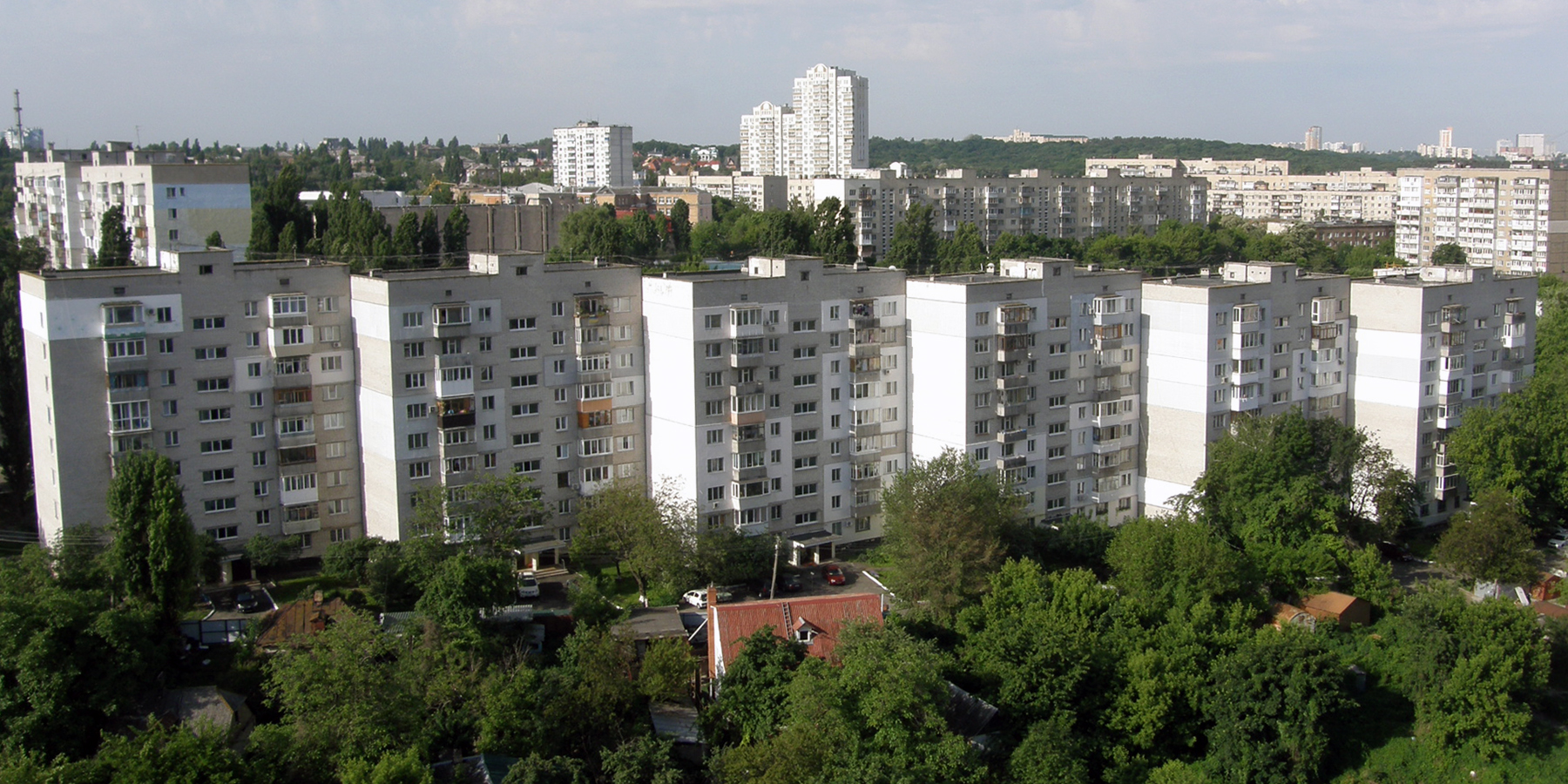
Саперна слобідка, вул. Феодосійська, 4 – 1981 р.
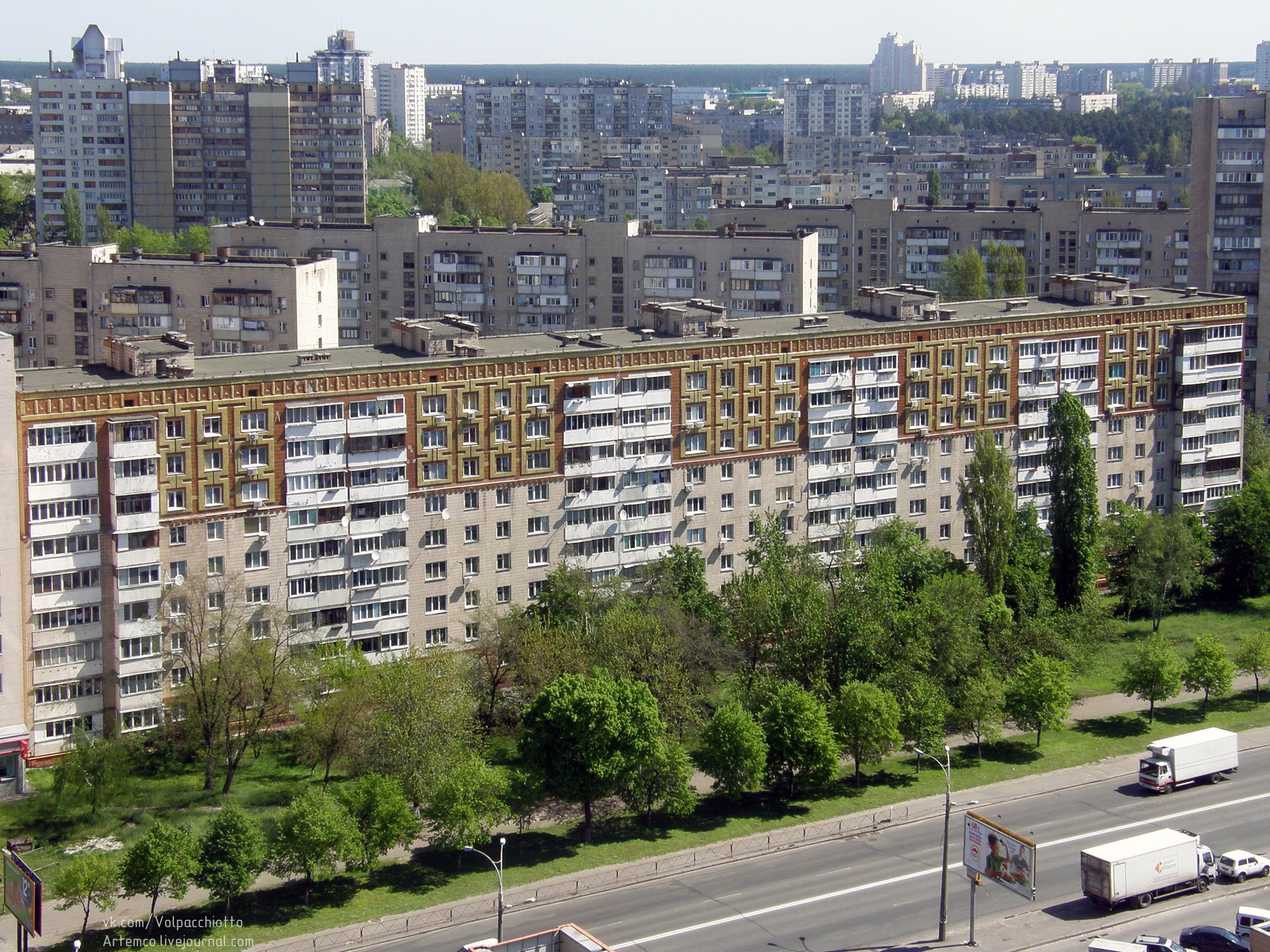
Нова Дарниця, Харківське шосе, 51 – 1986 р.
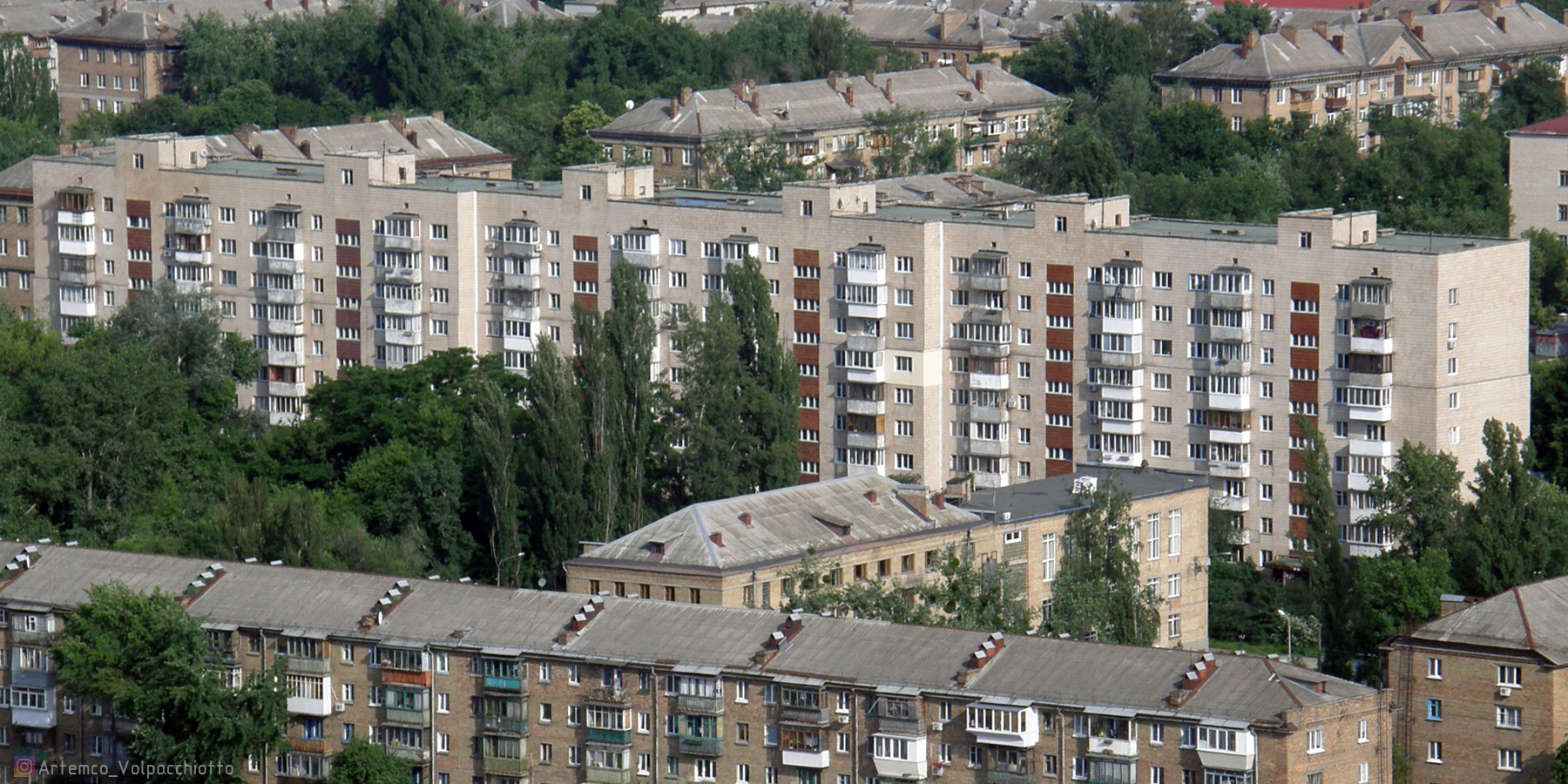
Нова Дарниця, вул. Привокзальна, 14а – 1986 р.
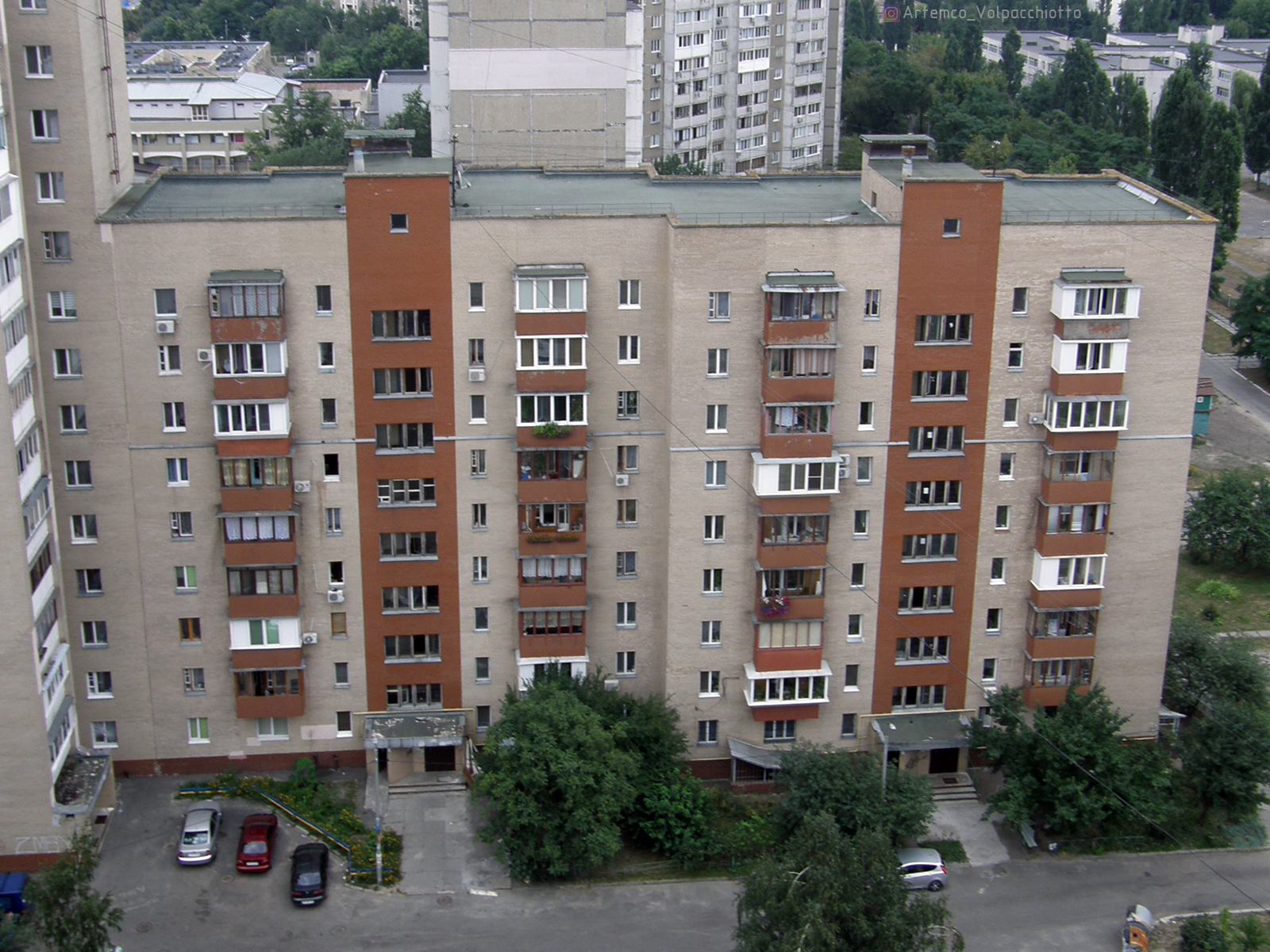
Харківський масив, Харківське шосе, 62 (9-поверхова частина), 1988 р.

##### Інші міста

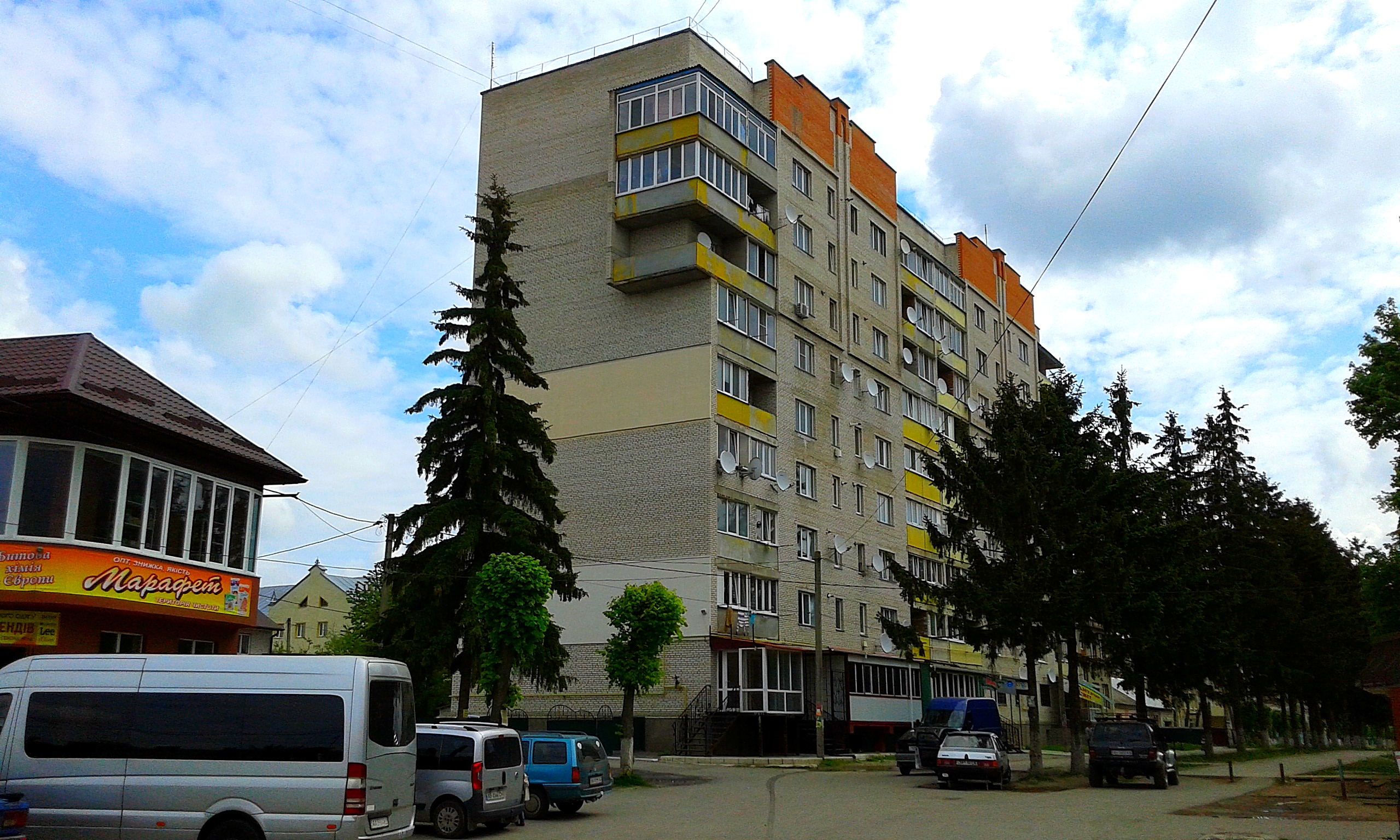
м. Бар, вул. Гагаріна, 3
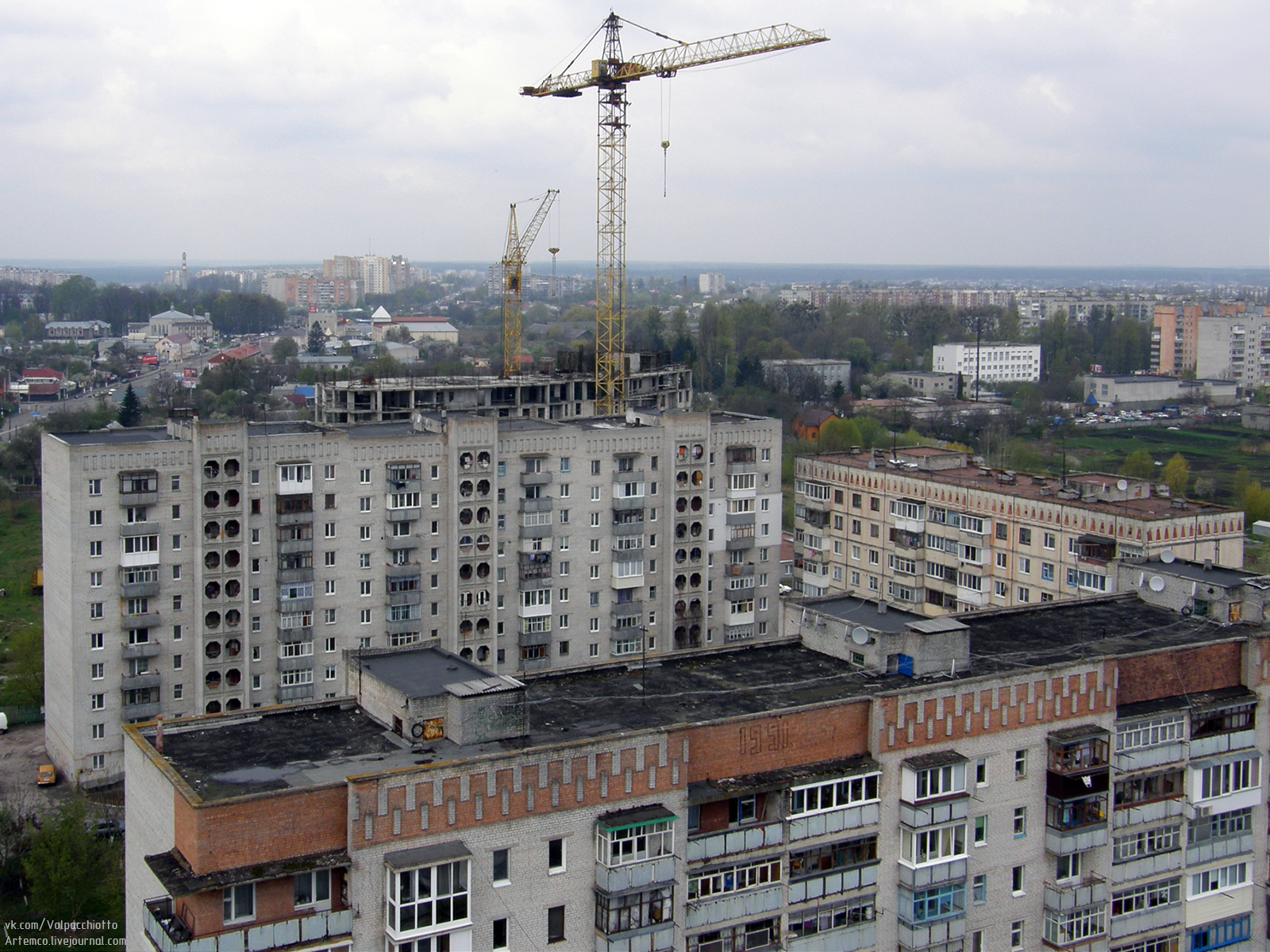
Житомир, просп. Незалежності, 37 (попереду), 29А (позаду, 10 поверхів)
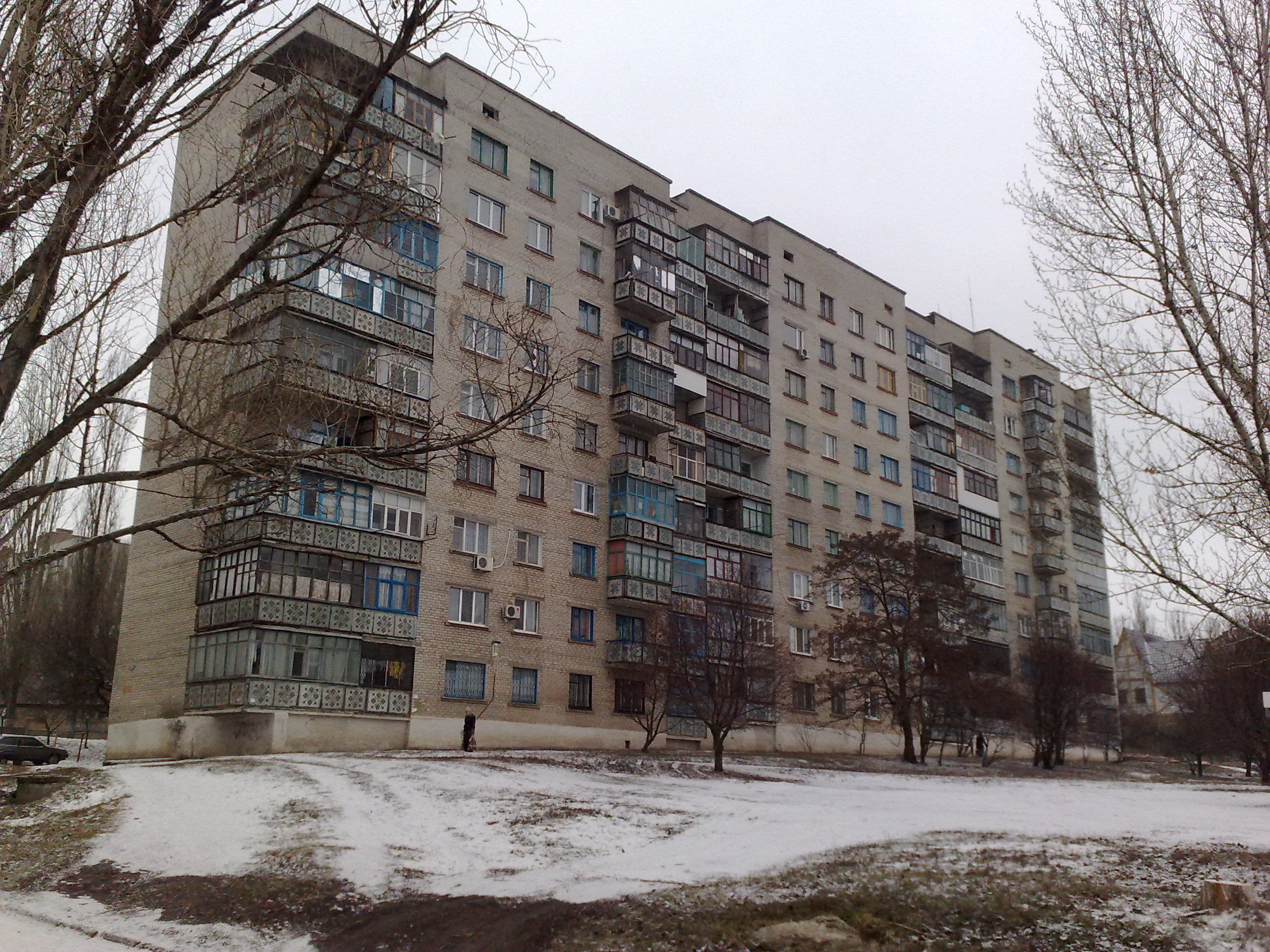
Слов'янськ, Лісовий, пров. Академіка Богомольця, 83
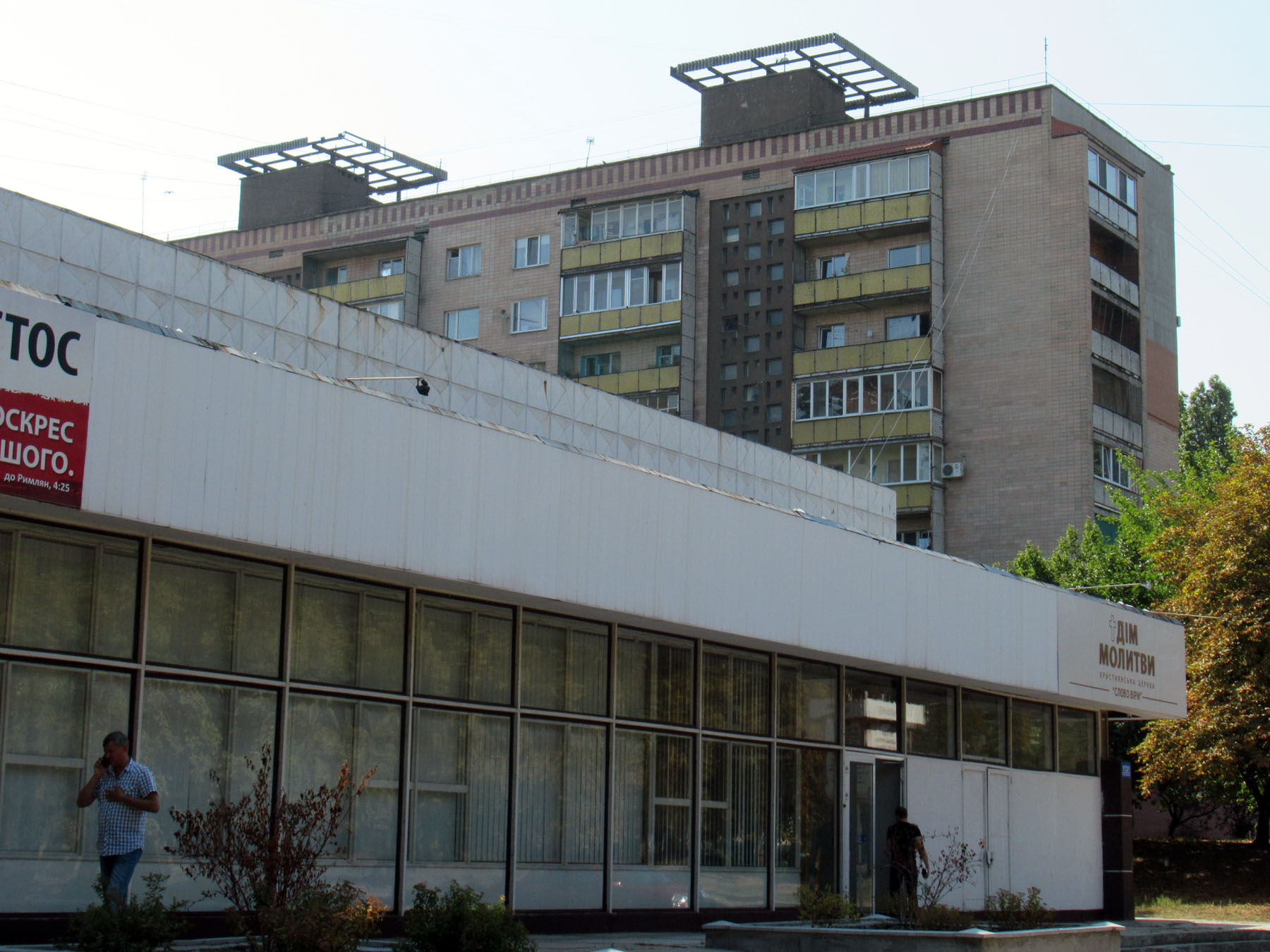
Черкаси, Південно-Західний мікрорайон, вул. Смілянська, 115/1 з незвичайними перголами над ліфтовими надбудовами
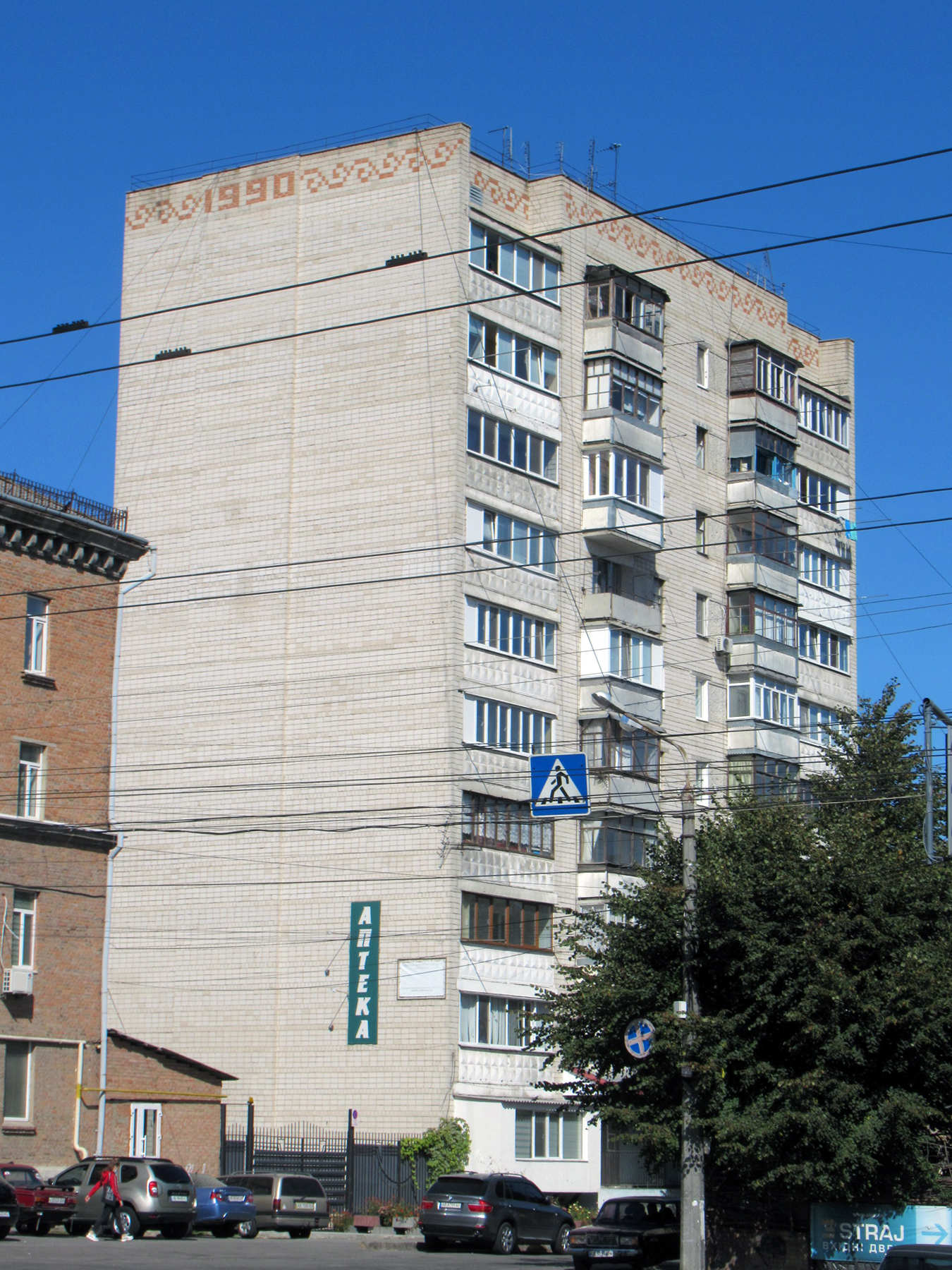
Вінниця, Цегельний пров., 3
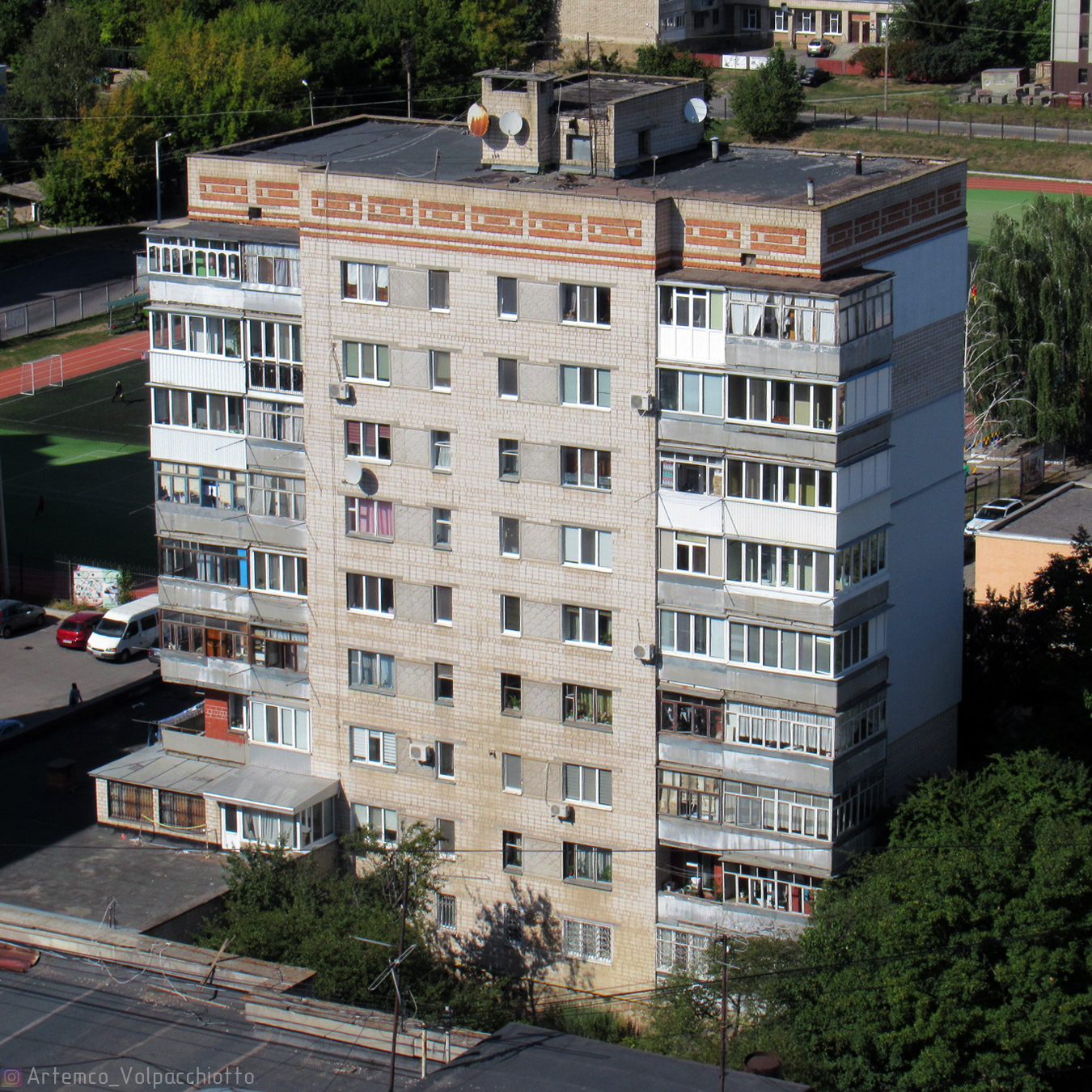
Вінниця, Вишенька, вул. Ващука, 16

#### 87-094
(кутова секція 3-3-1-4)

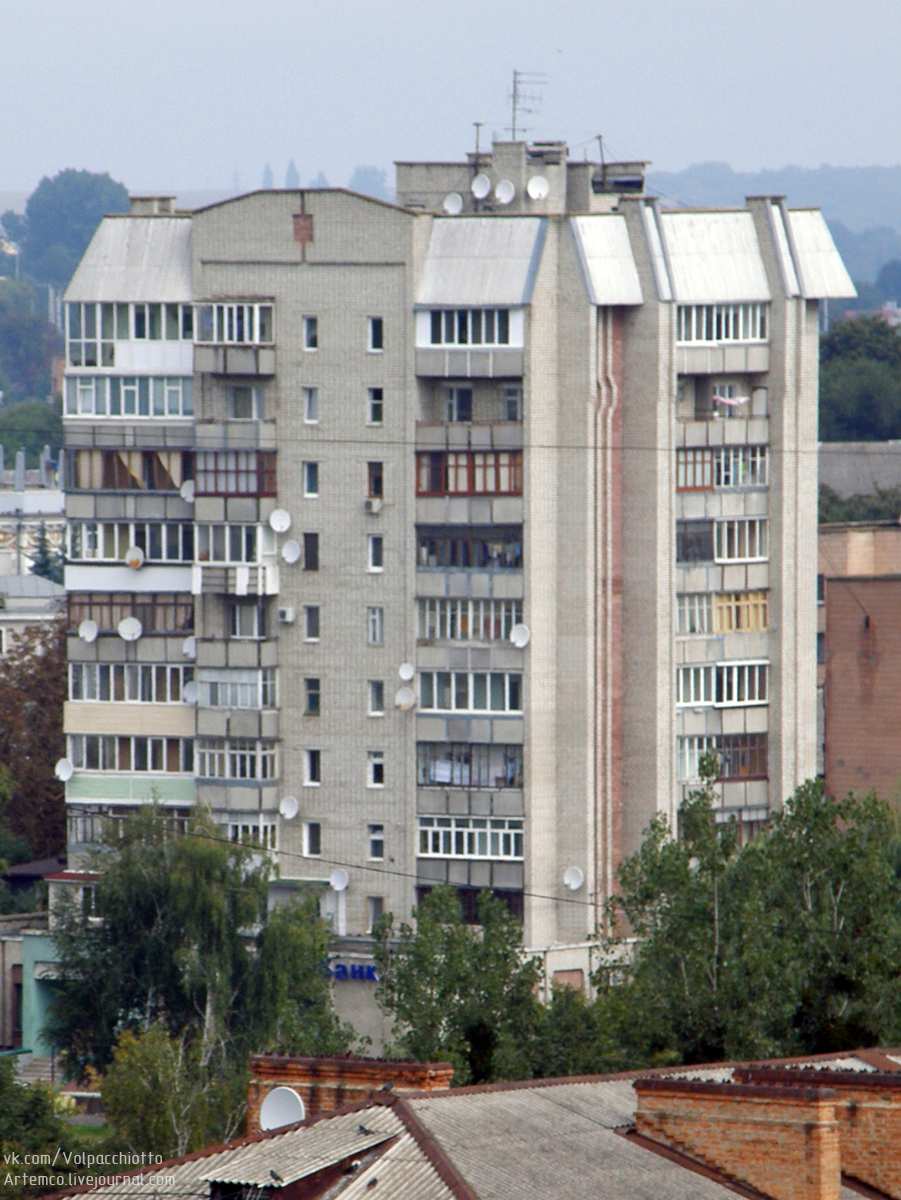
Рівне, вул. Небесної Сотні , 10
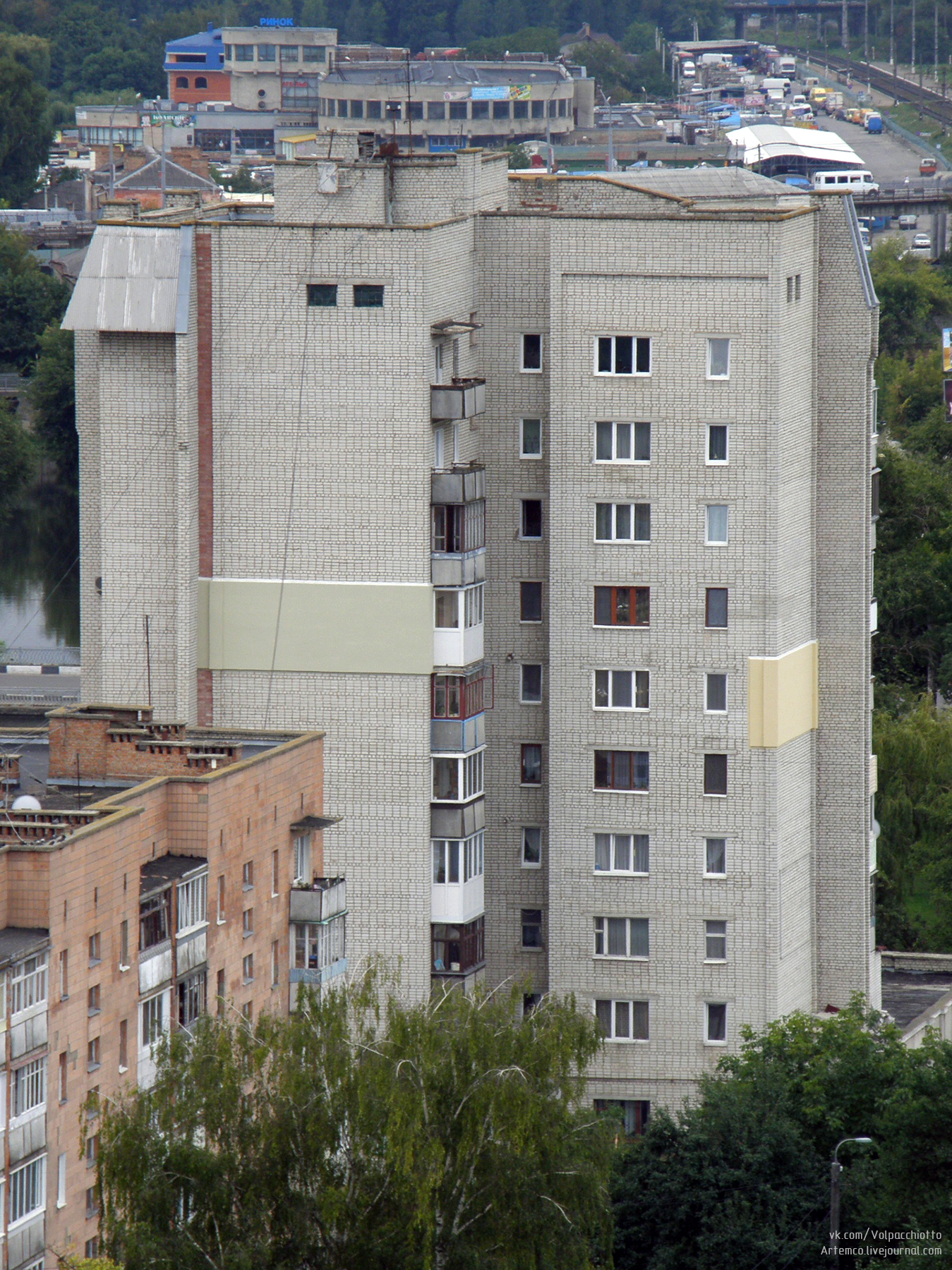
Рівне, вул. Небесної Сотні, 10
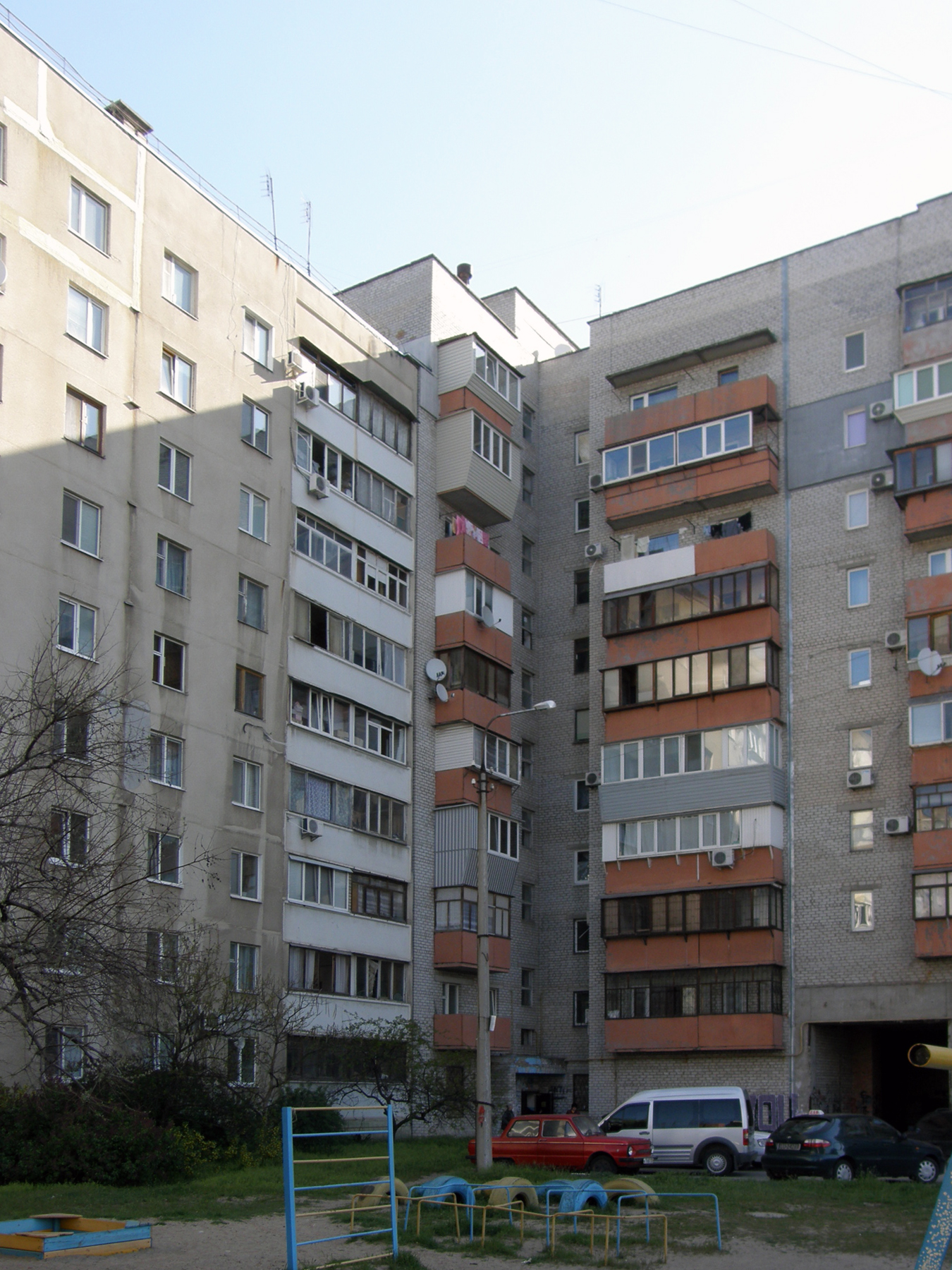
Запоріжжя, Південний масив, вул. Володимира Українця, 27 між інших секцій
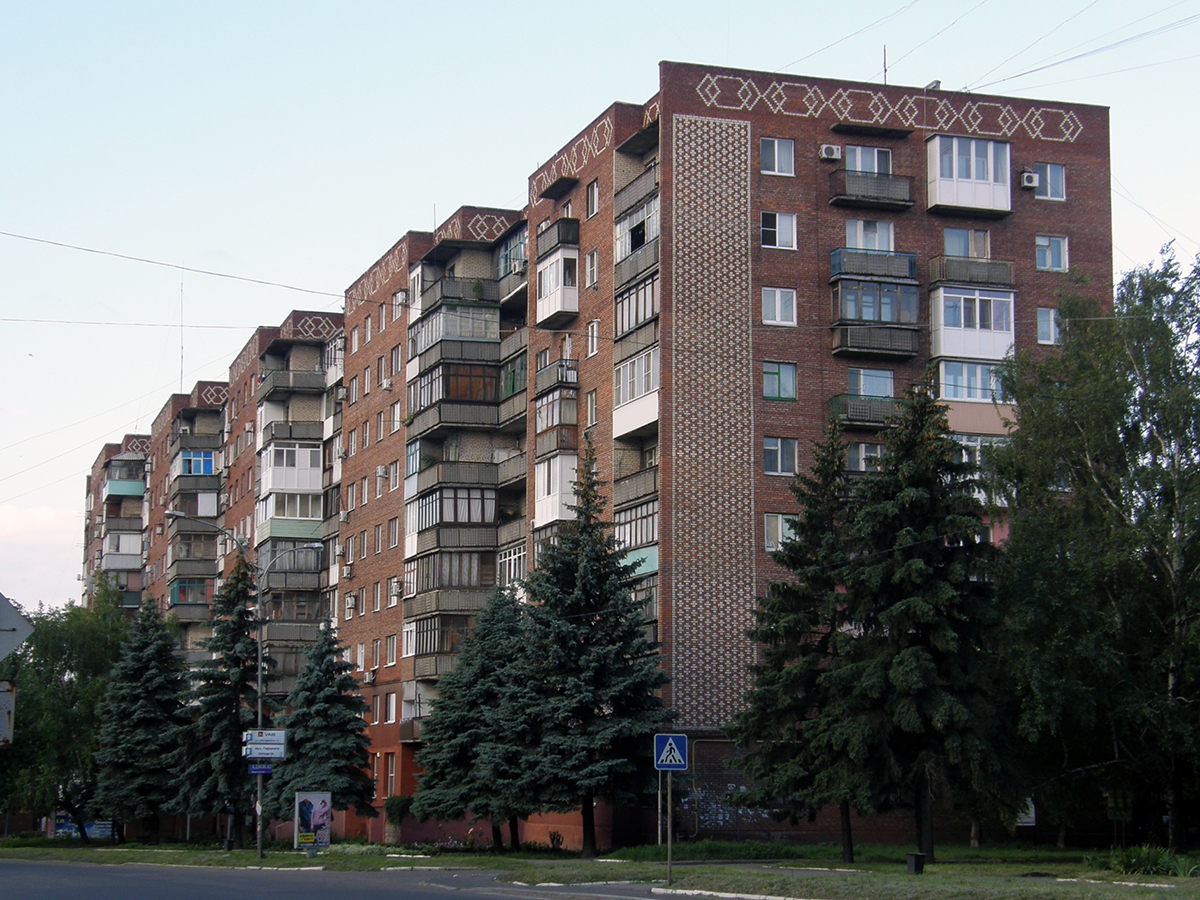
Покровськ, вул. Європейська, 22, за нею рядові секції

#### 113-87 (блочний)

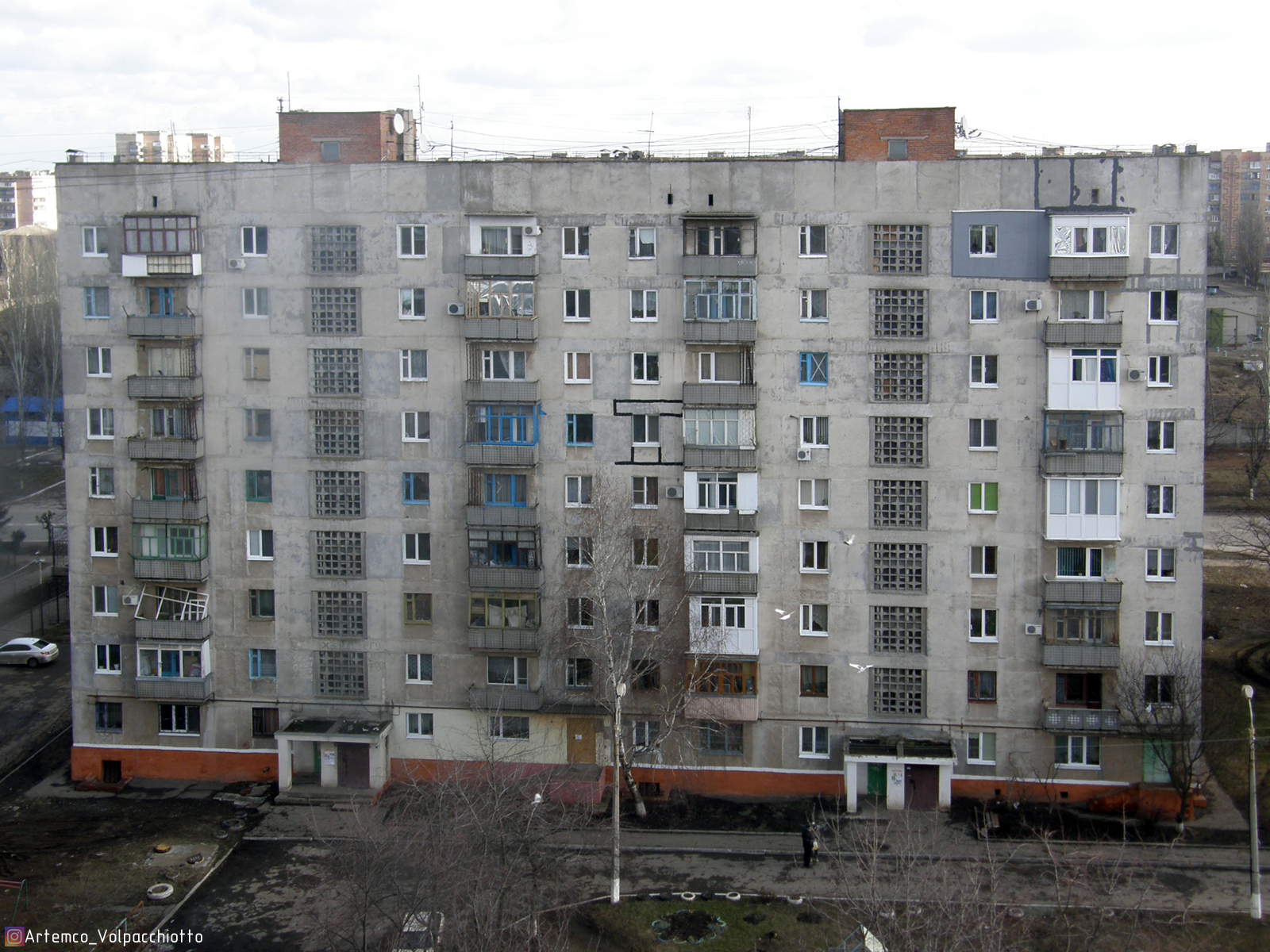
Краматорськ, вул. Ювілейна, 34
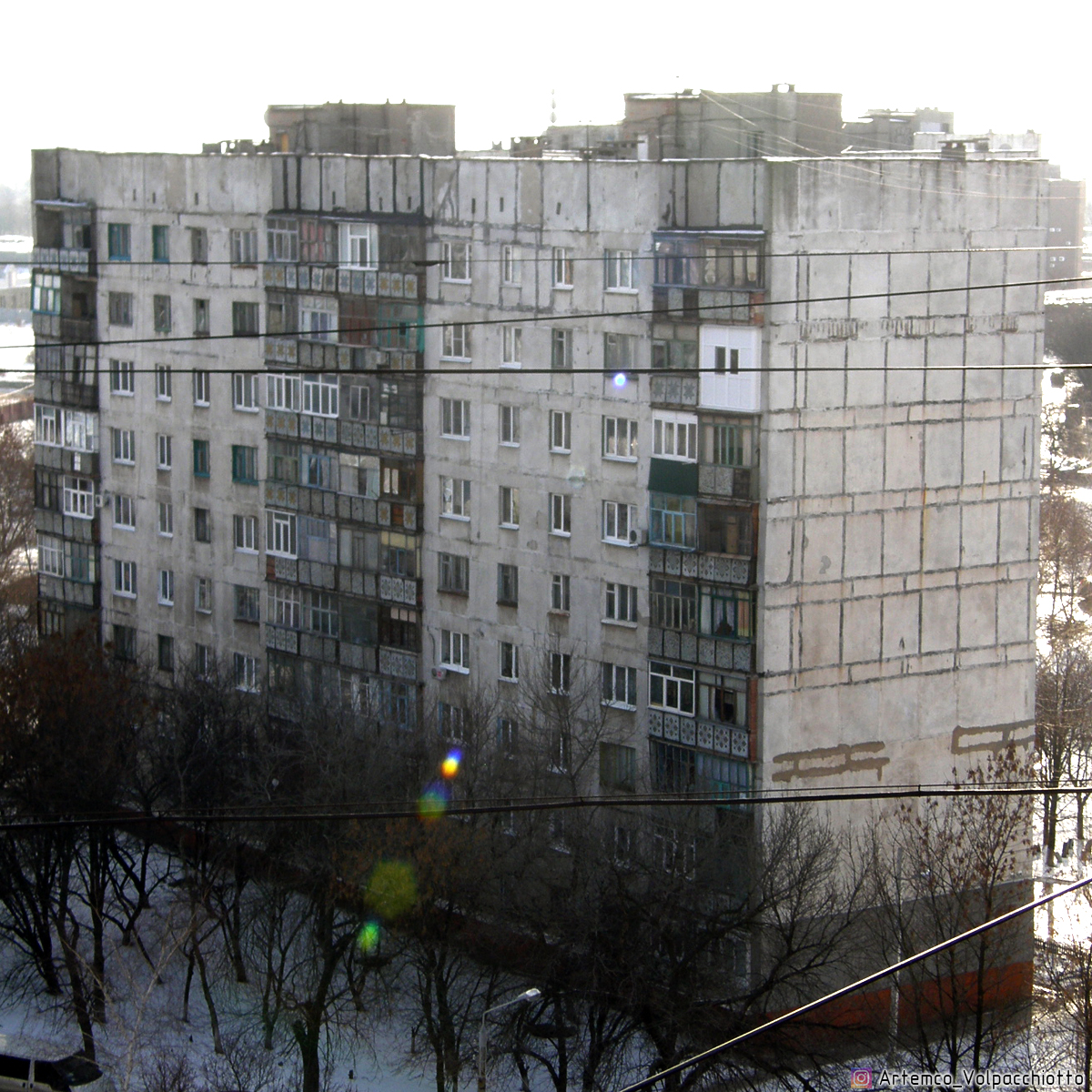
Краматорськ, бульвар Краматорський, 31
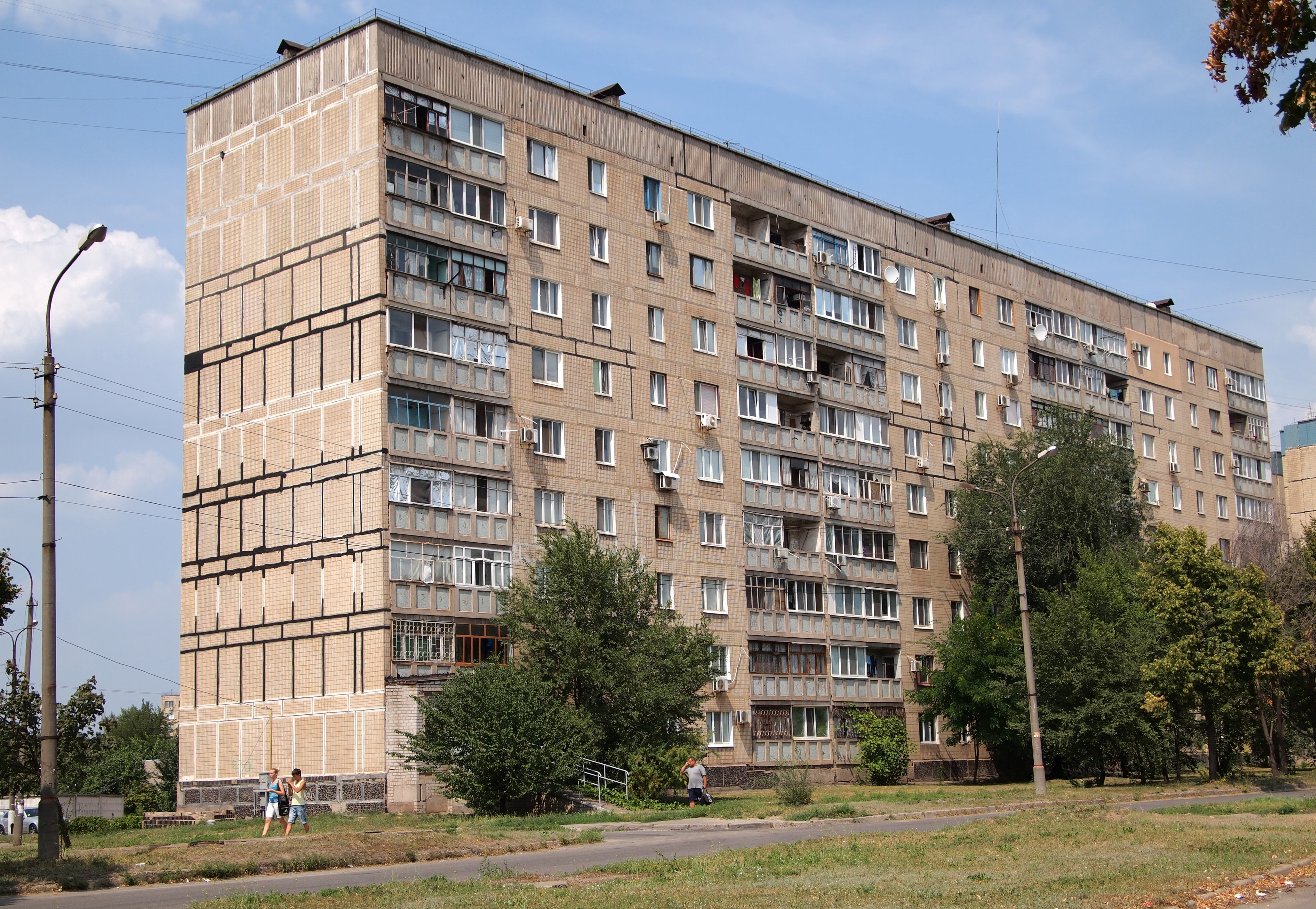
Кривий Ріг
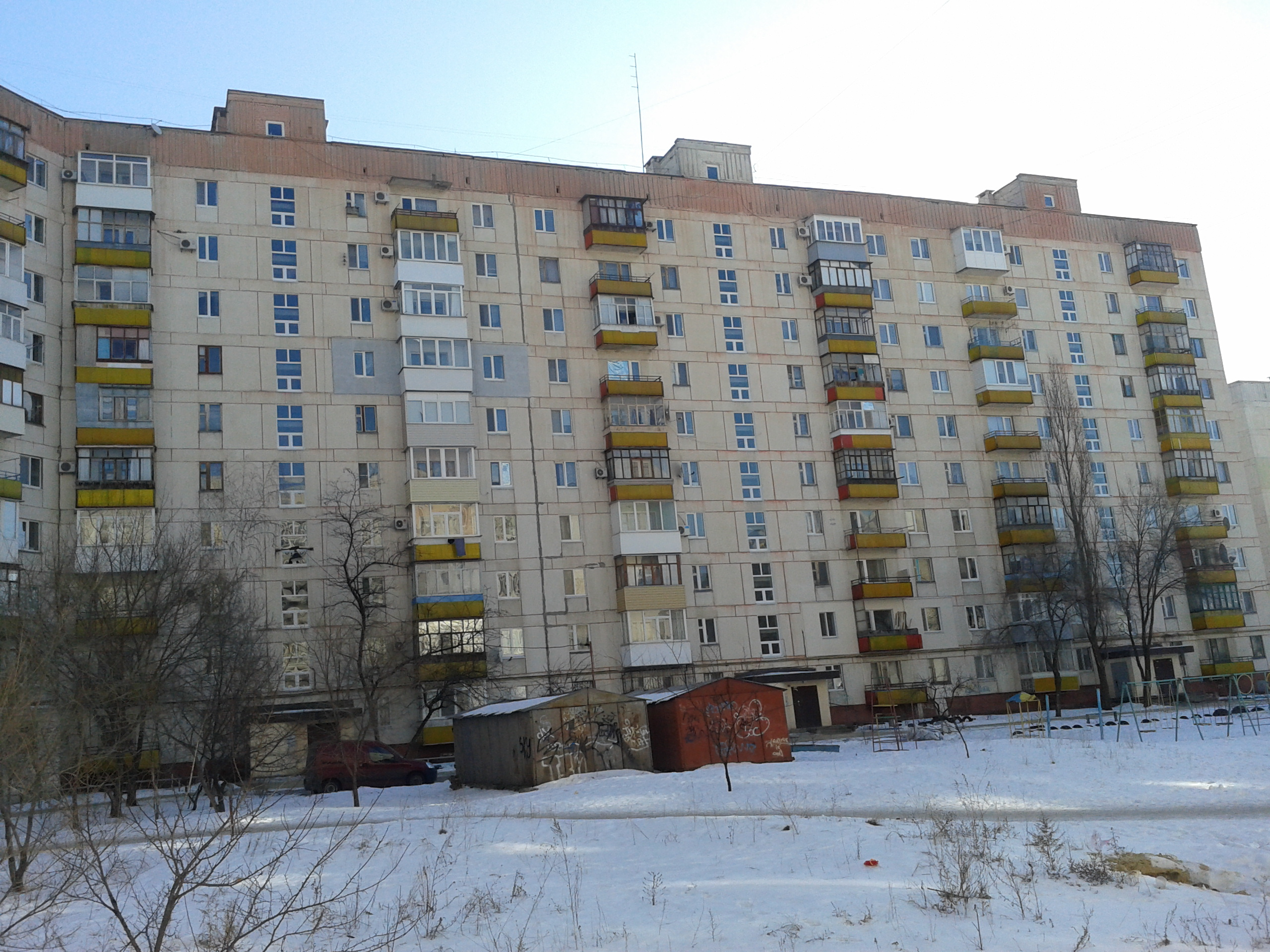
Сіверськодонецьк, вул. Курчатова, 7а, 10 поверхів
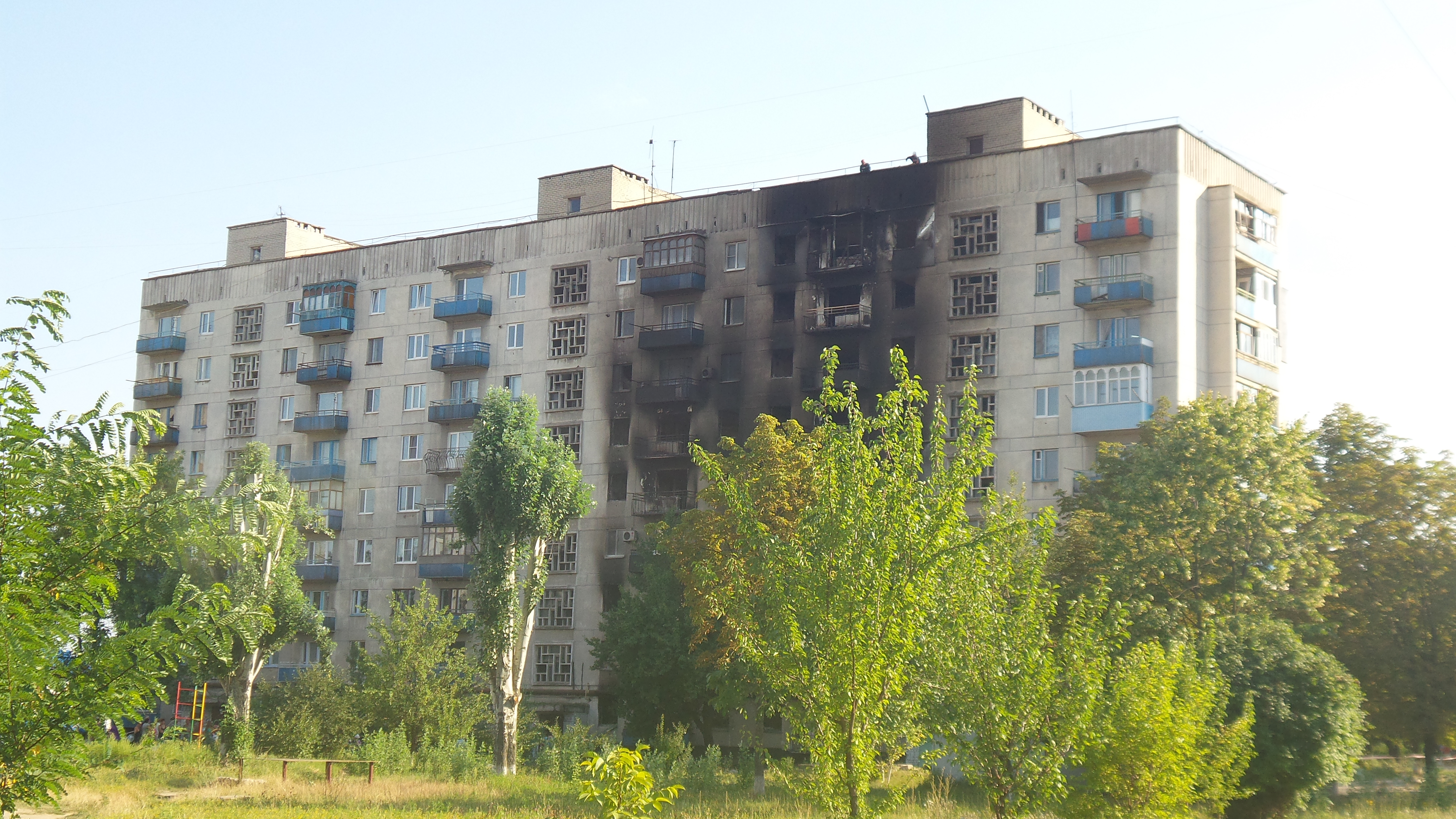
Лисичанськ, пошкоджений росіяними
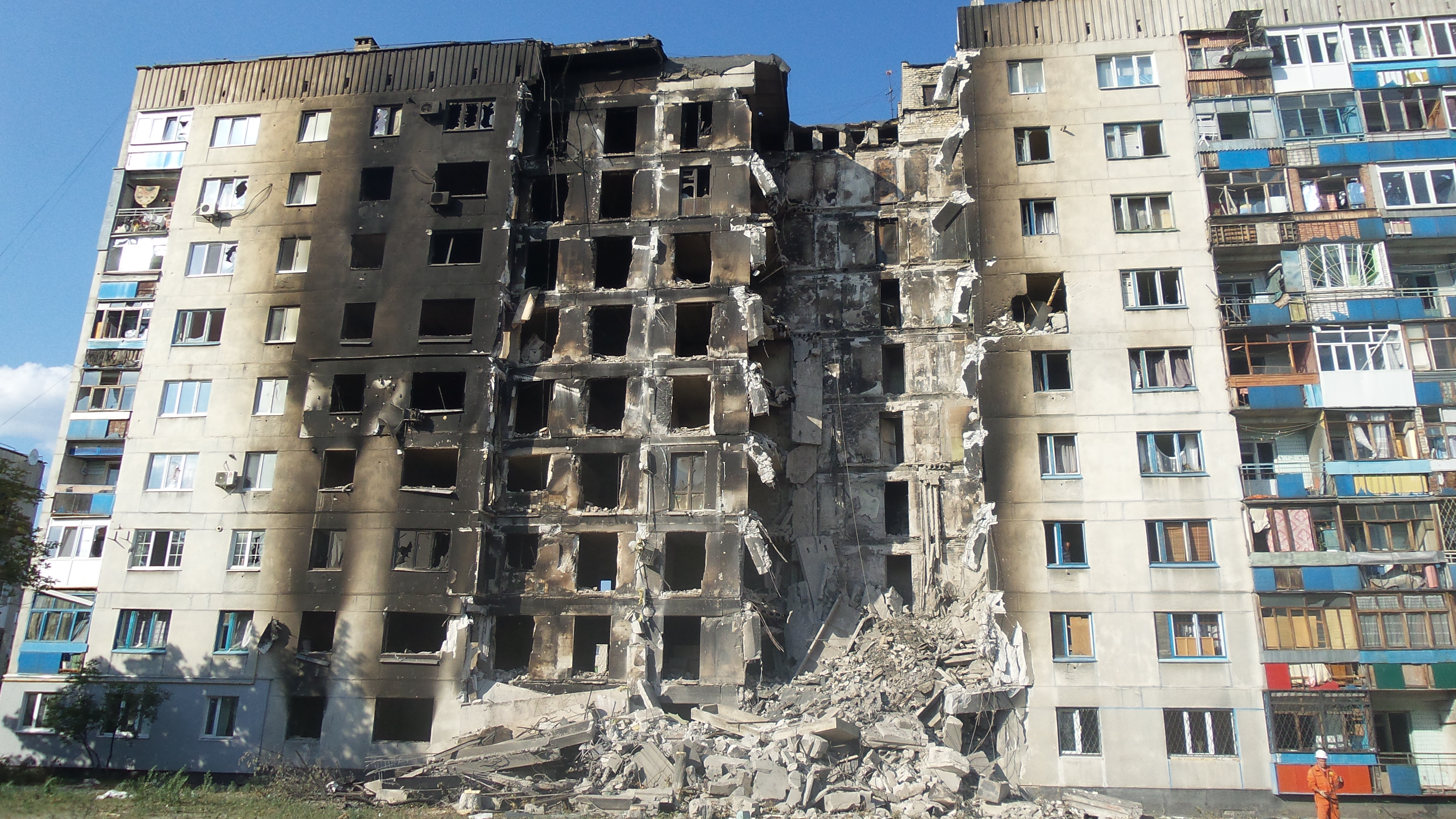
Лисичанськ, пошкоджений росіяними
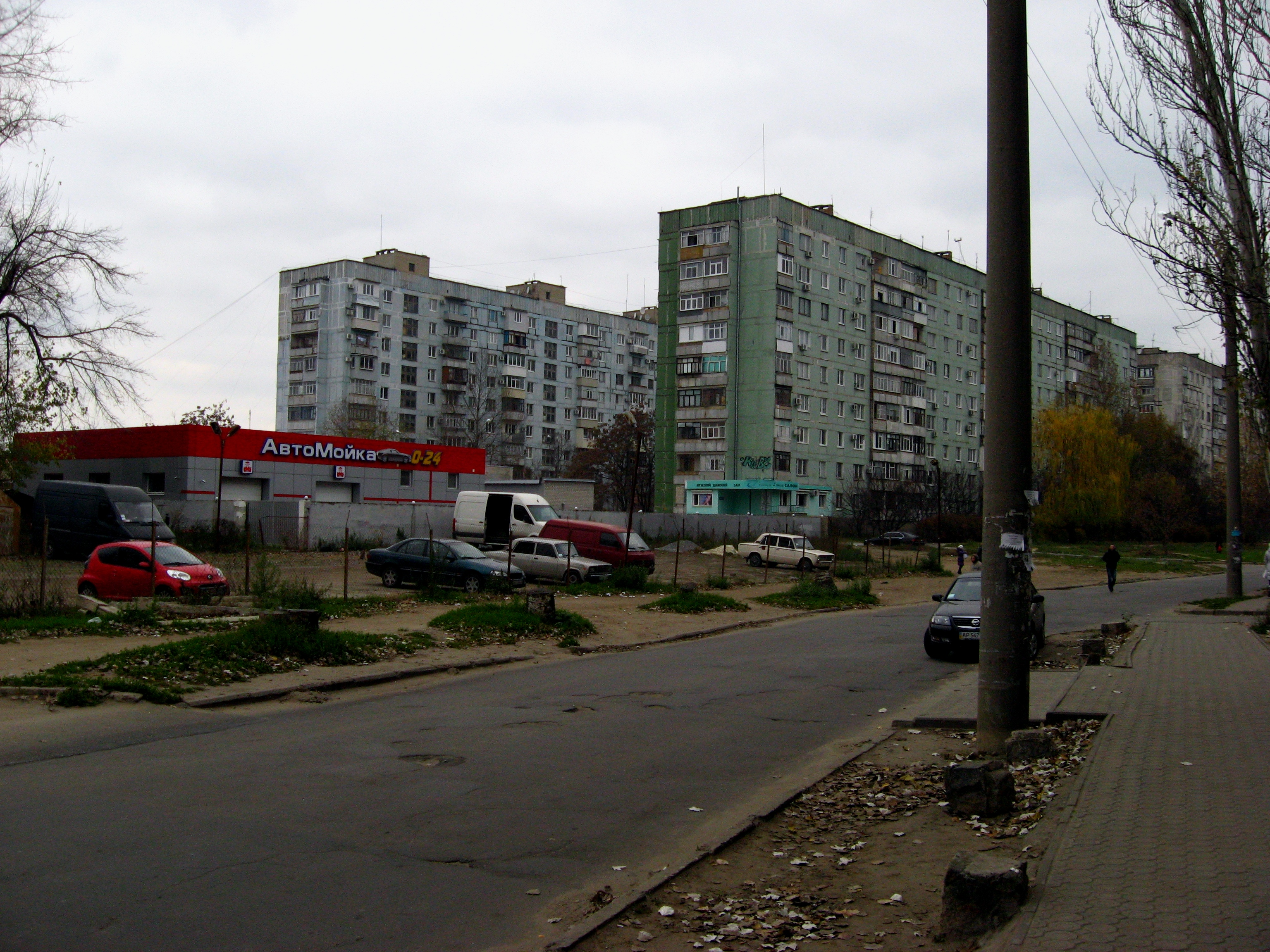
Мелітопіль, вул. Казарцева
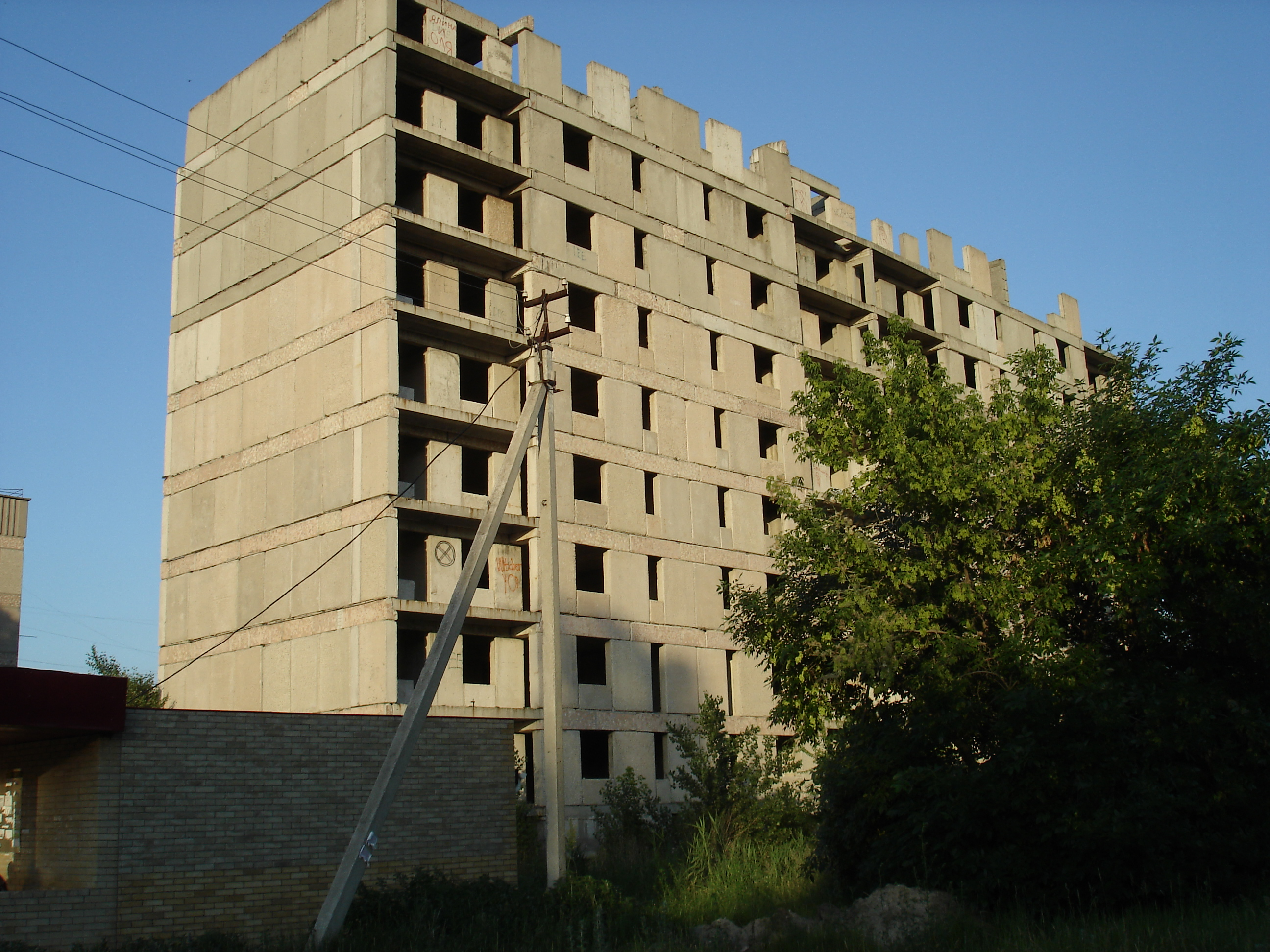
Кіровоградська обл., с-ще Власівка

#### 164-87-122

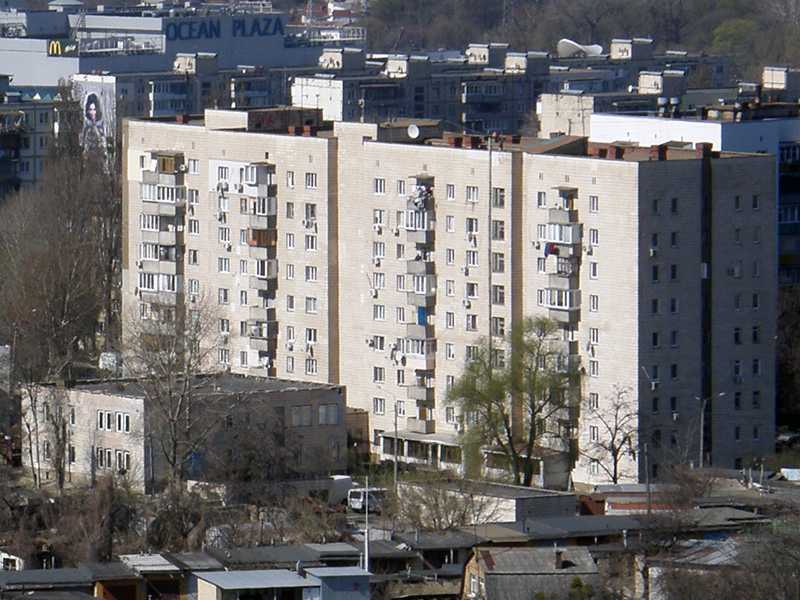
Київ, гуртожиток медпрацівників, 1987 р.

9-поверховий гуртожиток, розроблений у 1983 р.

### 14-поверхові

#### 124-87-107
Розроблений у 1974.

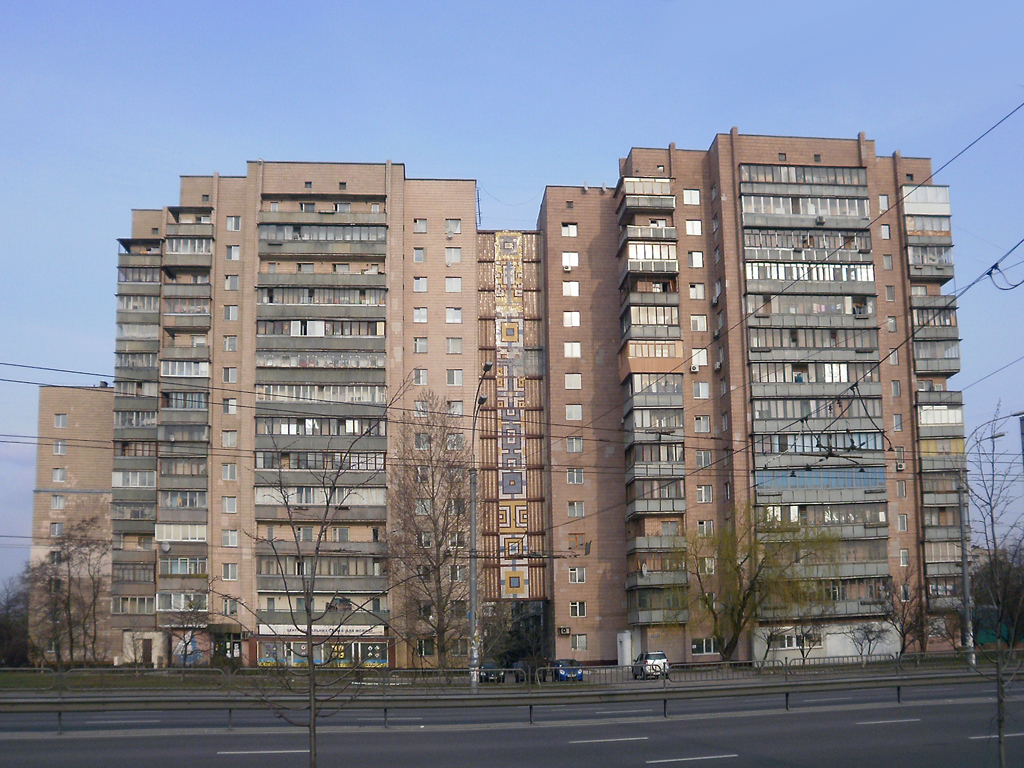
Київ, Воскресенський просп., 56 (1986) і 54 (1981)
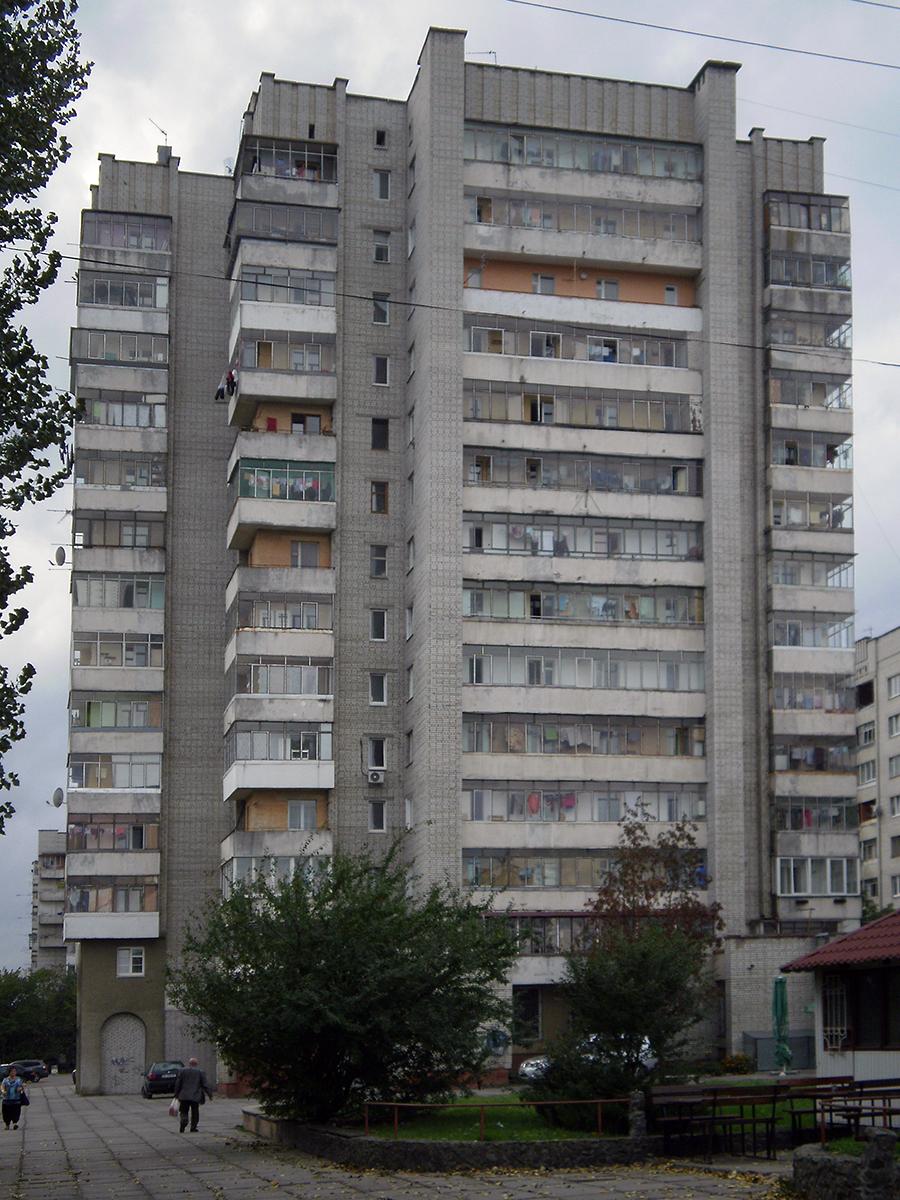
Львів, вул. Лінкольна, 53 (1988)

#### 124-87-151
Розроблений у 1986.

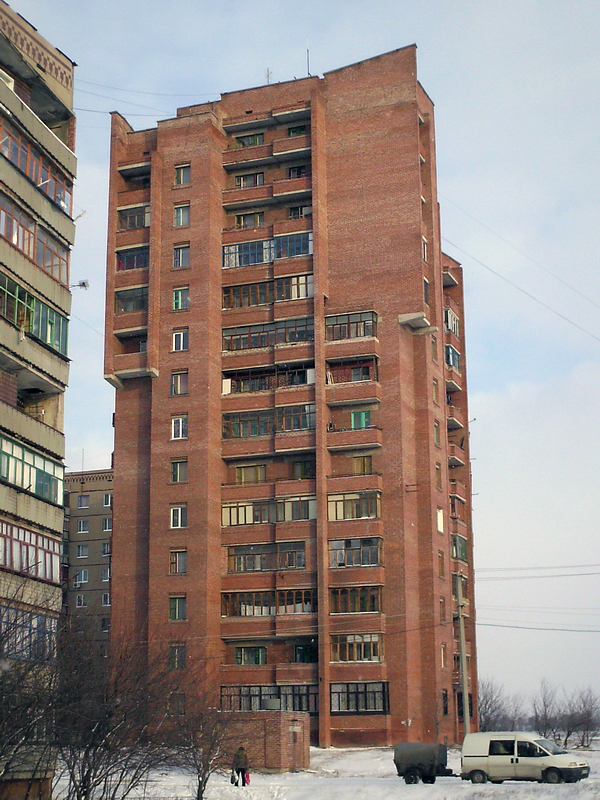
Краматорськ, вул. Бикова, 25, 1992–1993
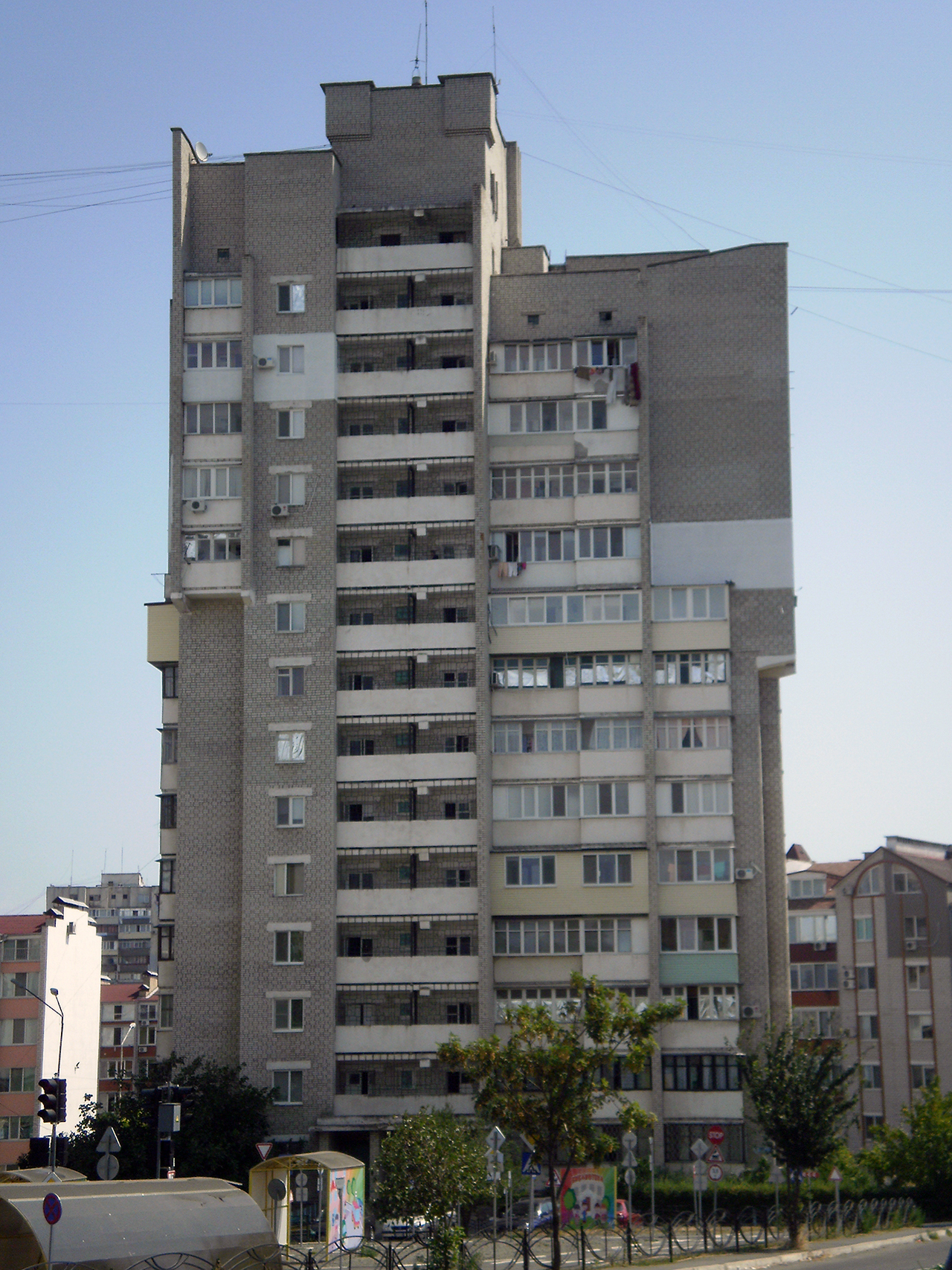
Чорноморськ, просп. Миру, 35Г

#### 124-87-153

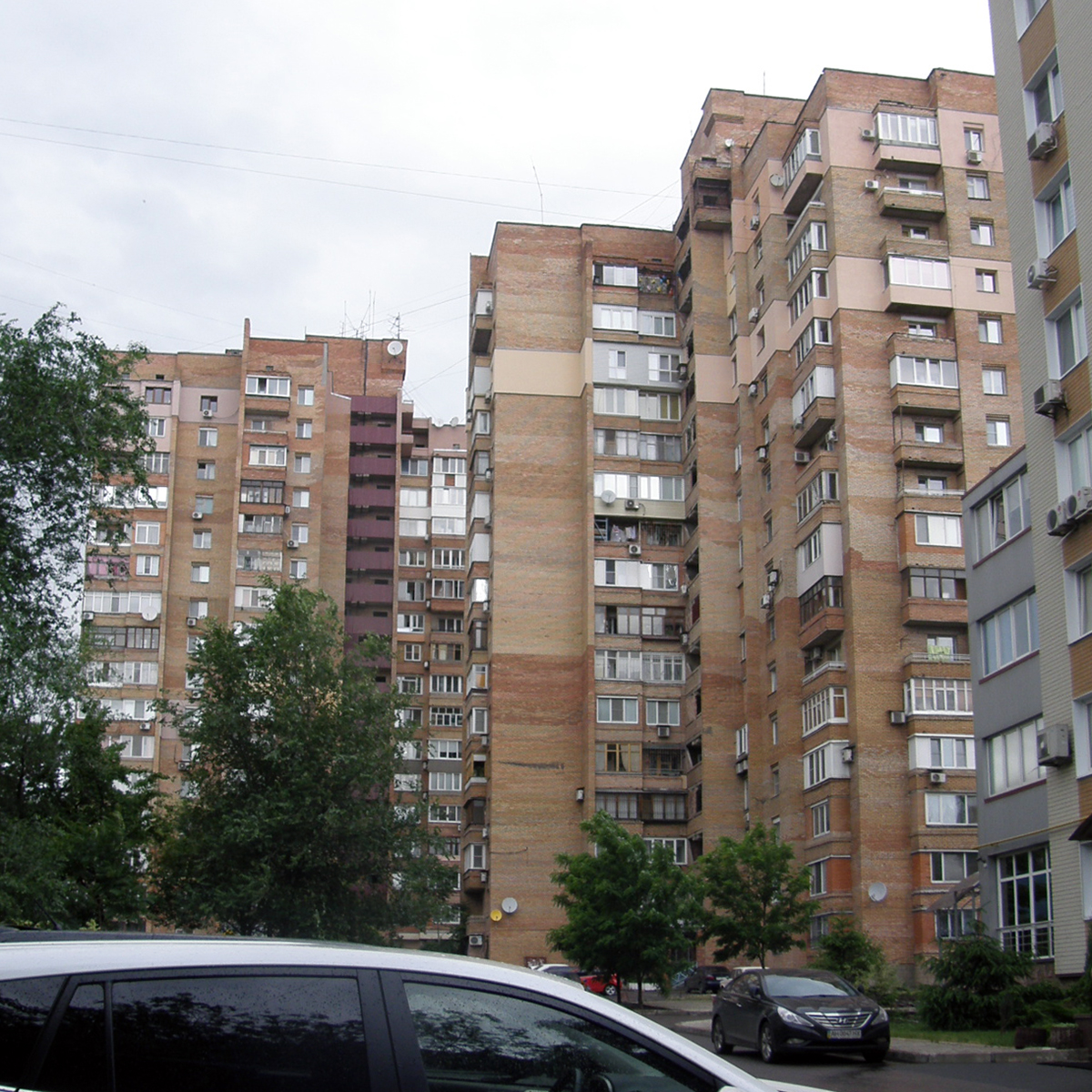
Донецьк, просп. Миру, 5 і 5а